# Bóng đá tại Thế vận hội Mùa hè
Bóng đá xuất hiện tại mọi kỳ Thế vận hội Mùa hè trừ 1896 và 1932 đối với nội dung bóng đá nam. Nội dung bóng đá nữ chính thức được thêm vào chương trình thi đấu năm 1996.

## Lịch sử

### Thời kỳ đầu
Các nhà sử học vẫn chưa thể xác định chính xác môn bóng đá góp mặt từ kỳ Olympic nào. Một số người cho rằng ngay từ kỳ Olympic hiện đại đầu tiên, tổ chức năm 1896, bóng đá đã góp mặt khi Athens XI của Hy Lạp giáp mặt và thua một đội đại diện cho vùng Smyrna (Izmir) của Đế quốc Ottoman (Thổ Nhĩ Kỳ ngày nay), chính cả hai nước này ngày nay đều hoàn toàn là thuộc bóng đá châu Âu. Nhưng đây chỉ là thông tin không chính thức, vì các nguồn tư liệu còn lại là quá ít để thừa nhận sự kiện này. Bóng đá được đưa vào chương trình đại hội năm 1900 và 1904 nhưng chỉ có các câu lạc bộ và các đội tuyển nhiều quốc tịch tham gia. Tuy nhiên các giải này không được FIFA công nhận mặc dù IOC coi các vào các năm 1900 và 1904 là các nội dung chính thức.

### Thời kỳ thành công của người Anh
Tại thế vận hội ở Luân Đôn năm 1908, FA đứng ra tổ chức bộ môn bóng đá với sự tham dự của 6 đội. Số đội tăng lên 11 vào năm 1912, khi giải được tổ chức bởi Hiệp hội bóng đá Thụy Điển. Nhiều trận đấu trong thời kì này có tỉ số cách biệt hoặc có rất nhiều bàn thắng. Sophus Nielsen (năm 1908) và Gottfried Fuchs (năm 1912) đều đạt thành tích ghi được 10 bàn trong một trận đấu. Tất cả các cầu thủ tham dự đều là nghiệp dư để phù hợp với tinh thần Olympic. Ủy ban Olympic Quốc gia của Anh Quốc đề nghị FA gửi một đội tuyển quốc gia Anh nghiệp dư. Một số thành viên của đội tuyển Anh là cầu thủ của các câu lạc bộ chuyên nghiệp như Ivan Sharpe của Derby County, Harold Walden của Bradford City và Vivian Woodward của Chelsea. Anh dễ dàng chiến thắng các giải đấu đầu tiên khi 2 lần đánh bại Đan Mạch.

### Sự trỗi dậy của Uruguay và những diễn biến sauWorld Cup đầu tiên
Trong trận chung kết năm 1920, đội tuyển Tiệp Khắc rời khỏi sân để phản đối trọng tài John Lewis và bầu không khí căng thẳng từ lực lượng quân sự tại Antwerpen. Tại Thế vận hội 1924 và 1928, Uruguay và Argentina là các đại diện Nam Mỹ đầu tiên dự giải. Uruguay giành chiến thắng tại cả hai kì Thế vận hội trên.
Sau đề xuất của Henri Delaunay vào năm 1929 nhằm khởi động giải bóng đá chuyên nghiệp vô địch thế giới, bóng đá lập tức bị đưa ra khỏi Thế vận hội Mùa hè 1932 ở Los Angeles để nhường chỗ cho bóng đá kiểu Mỹ. Bóng đá vẫn tiếp tục là chủ đề tranh cãi của Thế vận hội Mùa hè 1936 tại Berlin. Ban tổ chức phía Đức muốn đưa bóng đá trở lại Olympic bởi nó bảo đảm cho doanh thu của giải. Tại vòng tứ kết sau khi Peru chiến thắng Áo ở hiệp phụ, tuy nhiên trận đấu bị gián đoạn ở những phút cuối do cổ động viên chạy vào sân. Áo đề nghị hủy kết quả và tổ chức đá lại; mặc dù FIFA chấp thuận tuy nhiên Peru không đồng ý và rời giải.
Cùng với sự chuyên nghiệp hóa trên thế giới, khoảng cách về trình độ giữa World Cup và Olympic dần nới rộng. Các quốc gia thuộc khối Xô Viết Đông Âu, nơi các vận động hàng đầu được nhà nước tài trợ và được coi là nghiệp dư, là các đoàn hưởng lợi từ điều này. Từ năm 1948 tới 1980, 23 trong tổng số 27 huy chương Olympic thuộc về các đội Đông Âu, và chỉ có Thụy Điển (huy chương vàng năm 1948 và huy chương đồng vào năm 1952), Đan Mạch (huy chương bạc vào năm 1960) và Nhật Bản (huy chương đồng vào năm 1968) là các đội phá thế thượng phong của họ. Từ năm 1952, kết quả tại môn bóng đá nam Olympic không được tính vào kết quả chinh thức của các đội tuyển quốc gia.

### Thay đổi và phát triển
Tại Thế vận hội Los Angeles 1984, IOC quyết định cho phép cầu thủ chuyên nghiệp tham dự. FIFA vẫn không muốn Olympic cạnh tranh với World Cup, nên một thỏa thuận được đề ra cho phép các đội châu Á, châu Phi, châu dại dương, và Bắc Mỹ sử dụng các cầu thủ tốt nhất của họ, còn các đội châu Âu và Nam Mỹ chỉ được đưa các cầu thủ chưa từng dự World Cup tới Olympic. Các quy tắc năm 1984 cũng được duy trì cho phiên bản năm 1988, nhưng có một đoạn bổ sung: những cầu thủ bóng đá châu Âu và Nam Mỹ trước đó đã chơi ít hơn 90 phút trong một trận đấu duy nhất của World Cup, đều đựoc tham gia.
Kể từ năm 1992 các cầu thủ tham dự không được vượt quá 23 tuổi, còn kể từ 1996 mỗi đội được phép sử dụng ba cầu thủ trên 23 tuổi. Thể thức mới giúp cuộc cạnh tranh giữa các đội trên toàn thế giới trở nên cân bằng hơn khi hai đội tuyển châu Phi là Nigeria và Cameroon lần lượt giành huy chương vàng vào các năm 1996 và 2000.

## Sự ngoài cuộc của người Anh
Vương quốc Liên hiệp Anh và Bắc Ireland không hề có cơ quan điều hành bóng đá chung, và mỗi quốc gia thuộc Vương quốc Anh có một đội tuyển riêng. Chỉ có Hiệp hội bóng đá Anh (FA) trực thuộc Hiệp hội Olympic Anh (BOA). FA cũng là đơn vị cung cấp cầu thủ cho đội Anh Quốc tại các giải bóng đá cho tới năm 1972. Vào năm 1974, FA bãi bỏ phân biệt giữa bóng đá "nghiệp dư" và "chuyên nghiệp", và ngừng tham dự Olympics. Mặc dù FIFA chuyên nghiệp hóa bóng đá tại Olympic kể từ năm 1984, FA vẫn không tham dự trở lại, vì các quốc gia trong Liên hiệp Anh lo ngại về việc FIFA sẽ lại đặt vấn đề đối với sự chia tách của các nước này tại các giải đấu của FIFA cũng như trong Hội đồng Liên đoàn bóng đá Quốc tế. Khi Luân Đôn được chọn là chủ nhà Thế vận hội Mùa hè 2012, áp lực được đặt lên vai FA nhằm thành lập đội tuyển Vương quốc Anh. Vào năm 2009 FA đạt thỏa thuận với Hiệp hội bóng đá Wales, Hiệp hội bóng đá Scotland và Hiệp hội bóng đá Ireland của Bắc Ireland rằng sẽ chỉ có cầu thủ của Anh trong thành phần đội tuyển; Tuy nhiên BOA bác bỏ thỏa thuận này, và cuối cùng cầu thủ của xứ Wales xuất hiện ở cả hai đội hình còn các cầu thủ Scotland có mặt trong đội hình đội tuyển nữ. Sau Thế vận hội 2012, FA quyết định sẽ vẫn không tham gia các giải đấu tại Olympic.

## Địa điểm thi đấu
Một giải bóng đá Thế vận hội cần nhiều sân vận động, vì vậy mà ban tổ chức thường sử dụng thêm các sân vận động tại các thành phố khác ngoài sân vận động của thành phố tổ chức.
| Các kỳ Thế vận hội    | Thành phố                 | Sân vận động                                          |
| --------------------- | ------------------------- | ----------------------------------------------------- |
| Athens 1896           | Không có giải đấu bóng đá | Không có giải đấu bóng đá                             |
| Paris 1900            | Paris                     | Vélodrome de Vincennes                                |
| Saint Louis 1904      | St. Louis, Missouri       | Francis Field                                         |
| Luân Đôn 1908         | Luân Đôn                  | Sân vận động White City                               |
| Stockholm 1912        | Stockholm                 | Stockholms Olympiastadion                             |
| Stockholm 1912        | Stockholm                 | Sân vận động Råsunda                                  |
| Stockholm 1912        | Stockholm                 | Tranebergs Idrottsplats                               |
| Antwerpen 1920        | Antwerpen                 | Olympisch Stadion                                     |
| Antwerpen 1920        | Antwerpen                 | Stadion Broodstraat                                   |
| Antwerpen 1920        | Brussels                  | Stade de l’Union St. Gilloise                         |
| Antwerpen 1920        | Ghent                     | Stade d’A.A. La Gantoise                              |
| Paris 1924            | Paris                     | Sân vận động Olympic, Colombes                        |
| Paris 1924            | Paris                     | Sân vận động Bergeyre                                 |
| Paris 1924            | Paris                     | Sân vận động Paris, Saint-Ouen                        |
| Paris 1924            | Paris                     | Sân vận động Pershing, Vincennes                      |
| Amsterdam 1928        | Amsterdam                 | Olympisch Stadion                                     |
| Amsterdam 1928        | Amsterdam                 | Sân vận động Harry Elte                               |
| Los Angeles 1932      | Không có giải đấu bóng đá | Không có giải đấu bóng đá                             |
| Berlin 1936           | Berlin                    | Olympiastadion                                        |
| Berlin 1936           | Berlin                    | Poststadion, Tiergarten                               |
| Berlin 1936           | Berlin                    | Mommsenstadion, Charlottenburg                        |
| Berlin 1936           | Berlin                    | Hertha-BSC-Platz                                      |
| Luân Đôn 1948         | Luân Đôn                  | Sân vận động Empire, Wembley                          |
| Luân Đôn 1948         | Luân Đôn                  | White Hart Lane, Tottenham                            |
| Luân Đôn 1948         | Luân Đôn                  | Selhurst Park, Crystal Palace                         |
| Luân Đôn 1948         | Luân Đôn                  | Craven Cottage, Fulham                                |
| Luân Đôn 1948         | Luân Đôn                  | Griffin Park, Brentford                               |
| Luân Đôn 1948         | Luân Đôn                  | Sân vận động Arsenal, Highbury                        |
| Luân Đôn 1948         | Luân Đôn                  | Sân vận động Lynn Road, Ilford                        |
| Luân Đôn 1948         | Luân Đôn                  | Sân vận động Green Pond Road, Walthamstow             |
| Luân Đôn 1948         | Luân Đôn                  | Champion Hill, Dulwich                                |
| Luân Đôn 1948         | Brighton                  | Goldstone Ground                                      |
| Luân Đôn 1948         | Portsmouth                | Fratton Park                                          |
| Helsinki 1952         | Helsinki                  | Olympiastadion                                        |
| Helsinki 1952         | Helsinki                  | Sân vận động Töölö                                    |
| Helsinki 1952         | Turku                     | Sân vận động Kupittaa                                 |
| Helsinki 1952         | Tampere                   | Ratina Stadion                                        |
| Helsinki 1952         | Lahti                     | Kisapuisto                                            |
| Helsinki 1952         | Kotka                     | Kotka Stadion                                         |
| Melbourne 1956        | Melbourne                 | Melbourne Cricket Ground                              |
| Melbourne 1956        | Melbourne                 | Sân vận động Olympic Park                             |
| Roma 1960             | Roma                      | Sân vận động Flaminio                                 |
| Roma 1960             | Firenze                   | Sân vận động Thành phố                                |
| Roma 1960             | Grosseto                  | Sân vận động Thành phố                                |
| Roma 1960             | Livorno                   | Sân vận động Ardenza                                  |
| Roma 1960             | Pescara                   | Sân vận động Adriatico                                |
| Roma 1960             | L'Aquila                  | Sân vận động Thành phố                                |
| Roma 1960             | Napoli                    | Sân vận động Fuorigrotta                              |
| Tokyo 1964            | Tokyo                     | Sân vận động Olympic Quốc gia                         |
| Tokyo 1964            | Tokyo                     | Sân vận động Tưởng niệm Hoàng tử Chichibu             |
| Tokyo 1964            | Tokyo                     | Sân vận động Komazawa                                 |
| Tokyo 1964            | Ōmiya                     | Sân vận động bóng đá Omiya                            |
| Tokyo 1964            | Yokohama                  | Sân vận động bóng đá Mitsuzawa                        |
| Thành phố Mexico 1968 | Thành phố Mexico          | Sân vận động Azteca                                   |
| Thành phố Mexico 1968 | Puebla                    | Sân vận động Cuauhtémoc                               |
| Thành phố Mexico 1968 | Guadalajara               | Sân vận động Jalisco                                  |
| Thành phố Mexico 1968 | León                      | Sân vận động León                                     |
| München 1972          | München                   | Sân vận động Olympic                                  |
| München 1972          | Augsburg                  | Rosenaustadion                                        |
| München 1972          | Ingolstadt                | Sân vận động ESV                                      |
| München 1972          | Regensburg                | Jahnstadion                                           |
| München 1972          | Nürnberg                  | Sân vận động Städtisches                              |
| München 1972          | Passau                    | Sân vận động Drei Flüsse                              |
| Montréal 1976         | Montréal                  | Sân vận động Olympic                                  |
| Montréal 1976         | Sherbrooke                | Sân vận động Thành phố                                |
| Montréal 1976         | Toronto                   | Sân vận động Varsity                                  |
| Montréal 1976         | Ottawa                    | Sân vận động Lansdowne                                |
| Moskva 1980           | Moskva                    | Sân vận động Lenin                                    |
| Moskva 1980           | Moskva                    | Sân vận động Dynamo                                   |
| Moskva 1980           | Leningrad                 | Sân vận động Kirov                                    |
| Moskva 1980           | Kiev                      | Sân vận động Cộng hòa                                 |
| Moskva 1980           | Minsk                     | Sân vận động Dinamo                                   |
| Los Angeles 1984      | Pasadena, California      | Rose Bowl                                             |
| Los Angeles 1984      | Boston, Massachusetts     | Sân vận động Harvard                                  |
| Los Angeles 1984      | Annapolis, Maryland       | Sân vận động Tưởng niệm Navy–Marine Corps             |
| Los Angeles 1984      | Stanford, California      | Sân vận động Stanford                                 |
| Seoul 1988            | Seoul                     | Sân vận động Olympic Seoul                            |
| Seoul 1988            | Seoul                     | Sân vận động Dongdaemun                               |
| Seoul 1988            | Busan                     | Sân vận động Busan                                    |
| Seoul 1988            | Daegu                     | Sân vận động Daegu                                    |
| Seoul 1988            | Daejeon                   | Sân vận động Daejeon                                  |
| Seoul 1988            | Gwangju                   | Sân vận động Gwangju                                  |
| Barcelona 1992        | Barcelona                 | Camp Nou                                              |
| Barcelona 1992        | Barcelona                 | Sân vận động Sarrià                                   |
| Barcelona 1992        | Sabadell                  | Sân vận động Nova Creu Alta                           |
| Barcelona 1992        | Zaragoza                  | Sân vận động La Romareda                              |
| Barcelona 1992        | Valencia                  | Sân vận động Luis Casanova                            |
| Atlanta 1996          | Athens, Georgia           | Sân vận động Sanford                                  |
| Atlanta 1996          | Orlando, Florida          | Citrus Bowl                                           |
| Atlanta 1996          | Birmingham, Alabama       | Legion Field                                          |
| Atlanta 1996          | Miami, Florida            | Miami Orange Bowl                                     |
| Atlanta 1996          | Washington, D.C.          | Sân vận động Tưởng niệm Robert F. Kennedy             |
| Sydney 2000           | Sydney                    | Sân vận động Olympic Sydney                           |
| Sydney 2000           | Sydney                    | Sân vận động bóng đá Sydney                           |
| Sydney 2000           | Brisbane                  | Brisbane Cricket Ground                               |
| Sydney 2000           | Adelaide                  | Sân vận động Hindmarsh                                |
| Sydney 2000           | Canberra                  | Sân vận động Bruce                                    |
| Sydney 2000           | Melbourne                 | Melbourne Cricket Ground                              |
| Athens 2004           | Athens                    | Sân vận động Olympic                                  |
| Athens 2004           | Athens                    | Sân vận động Karaiskakis                              |
| Athens 2004           | Patras                    | Sân vận động Pampeloponnisiako                        |
| Athens 2004           | Volos                     | Sân vận động Panthessaliko                            |
| Athens 2004           | Thessaloniki              | Sân vận động Kaftanzoglio                             |
| Athens 2004           | Heraklion                 | Sân vận động Pankritio                                |
| Bắc Kinh 2008         | Bắc Kinh                  | Sân vận động Quốc gia Bắc Kinh                        |
| Bắc Kinh 2008         | Bắc Kinh                  | Sân vận động Công nhân                                |
| Bắc Kinh 2008         | Thiên Tân                 | Sân vận động Trung tâm Olympic Thiên Tân              |
| Bắc Kinh 2008         | Thượng Hải                | Sân vận động Thượng Hải                               |
| Bắc Kinh 2008         | Tần Hoàng Đảo             | Sân vận động Trung tâm Thể thao Olympic Tần Hoàng Đảo |
| Bắc Kinh 2008         | Thẩm Dương                | Sân vận động Trung tâm Thể thao Olympic Thẩm Dương    |
| Luân Đôn 2012         | Luân Đôn                  | Sân vận động Wembley                                  |
| Luân Đôn 2012         | Glasgow                   | Hampden Park                                          |
| Luân Đôn 2012         | Cardiff                   | Sân vận động Thiên niên kỷ                            |
| Luân Đôn 2012         | Coventry                  | Sân vận động Thành phố Coventry*                      |
| Luân Đôn 2012         | Manchester                | Old Trafford                                          |
| Luân Đôn 2012         | Newcastle trên sông Tyne  | St James' Park*                                       |
| Rio de Janeiro 2016   | Rio de Janeiro            | Sân vận động Maracanã                                 |
| Rio de Janeiro 2016   | Rio de Janeiro            | Sân vận động Olympic João Havelange                   |
| Rio de Janeiro 2016   | São Paulo                 | Arena Corinthians                                     |
| Rio de Janeiro 2016   | Brasília                  | Sân vận động Quốc gia Mané Garrincha                  |
| Rio de Janeiro 2016   | Salvador                  | Arena Fonte Nova*                                     |
| Rio de Janeiro 2016   | Belo Horizonte            | Sân vận động Mineirão                                 |
| Rio de Janeiro 2016   | Manaus                    | Arena da Amazônia                                     |
| Tokyo 2020            | Tokyo                     | Sân vận động Tokyo                                    |
| Tokyo 2020            | Yokohama                  | Sân vận động Quốc tế Yokohama                         |
| Tokyo 2020            | Kashima                   | Sân vận động bóng đá Kashima                          |
| Tokyo 2020            | Saitama                   | Sân vận động Saitama 2002                             |
| Tokyo 2020            | Miyagi                    | Sân vận động Miyagi                                   |
| Tokyo 2020            | Sapporo                   | Sapporo Dome                                          |
| Paris 2024            | Paris                     | Sân vận động Công viên các Hoàng tử                   |
| Paris 2024            | Marseille                 | Sân vận động Vélodrome                                |
| Paris 2024            | Lyon                      | Parc Olympique Lyonnais                               |
| Paris 2024            | Bordeaux                  | Sân vận động Bordeaux mới                             |
| Paris 2024            | Saint-Étienne             | Sân vận động Geoffroy-Guichard                        |
| Paris 2024            | Nice                      | Allianz Riviera                                       |
| Paris 2024            | Nantes                    | Sân vận động Beaujoire                                |

- Sân vận động Thành phố Coventry & St. James Park lần lượt được mang tên Ricoh Arena & Sports Direct Arena, nhưng do luật của IOC không cho phép sự hiện diện của nhà tài trợ tại các địa điểm thi đấu nên các sân này phải tạm thời đổi tên trong thời gian đại hội. Tương tự là trường hợp của sân Arena Fonte Nova với tên chính là Itapaiva Arena Fonte Nova.

## Sự kiện
| Nội dung     | 1896 | 1900 | 1904 | 1908 | 1912 | 1920 | 1924 | 1928 | 1932 | 1936 | 1948 | 1952 | 1956 | 1960 | 1964 | 1968 | 1972 | 1976 | 1980 | 1984 | 1988 | 1992 | 1996 | 2000 | 2004 | 2008 | 2012 | 2016 | 2020 | 2024 | Số năm |
| ------------ | ---- | ---- | ---- | ---- | ---- | ---- | ---- | ---- | ---- | ---- | ---- | ---- | ---- | ---- | ---- | ---- | ---- | ---- | ---- | ---- | ---- | ---- | ---- | ---- | ---- | ---- | ---- | ---- | ---- | ---- | ------ |
| Nội dung nam |      | X    | X    | X    | X    | X    | X    | X    |      | X    | X    | X    | X    | X    | X    | X    | X    | X    | X    | X    | X    | X    | X    | X    | X    | X    | X    | X    | X    | X    | 28     |
| Nội dung nữ  |      |      |      |      |      |      |      |      |      |      |      |      |      |      |      |      |      |      |      |      |      |      | X    | X    | X    | X    | X    | X    | X    | X    | 8      |
|              |      |      |      |      |      |      |      |      |      |      |      |      |      |      |      |      |      |      |      |      |      |      |      |      |      |      |      |      |      |      |        |
| Tổng số      | 0    | 1    | 1    | 1    | 1    | 1    | 1    | 1    | 0    | 1    | 1    | 1    | 1    | 1    | 1    | 1    | 1    | 1    | 1    | 1    | 1    | 1    | 2    | 2    | 2    | 2    | 2    | 2    | 2    | 2    |        |

## Các quốc gia tham dự

### Nam
Các con số đề cập đến vị trí cuối cùng của các đội tuyển tại các kỳ Thế vận hội tương ứng. Nước chủ nhà được in đậm.
| UEFA                 |                                               |                                               |                                               |                                               |                                               |                                               |                                               |                                               |                                               |                                               |                                               |                                               |                                               |                                               |                                               |                                               |                                               |                                               |                                               |                                               |                                               |                                                |                                                |                                                |                                                |                                                |                                                |                                                |                                                |        |
| Quốc gia             | 00                                            | 04                                            | 04                                            | 08                                            | 12                                            | 20                                            | 24                                            | 28                                            | 36                                            | 48                                            | 52                                            | 56                                            | 60                                            | 64                                            | 68                                            | 72                                            | 76                                            | 80                                            | 84                                            | 88                                            | 92                                            | 96                                             | 00                                             | 04                                             | 08                                             | 12                                             | 16                                             | 20                                             | 24                                             | Số lần |
| Áo                   | –                                             | –                                             | –                                             | –                                             | 6                                             | –                                             | –                                             | –                                             | 2                                             | 11                                            | 5                                             | –                                             | –                                             | –                                             | –                                             | –                                             | –                                             | –                                             | –                                             | –                                             | –                                             | –                                              | –                                              | –                                              | –                                              | –                                              | –                                              | –                                              | –                                              | 4      |
| Belarus              | –                                             | –                                             | –                                             | –                                             | –                                             | –                                             | –                                             | –                                             | –                                             | –                                             | –                                             | –                                             | –                                             | –                                             | –                                             | –                                             | –                                             | –                                             | –                                             | –                                             | –                                             | –                                              | –                                              | –                                              | –                                              | 10                                             | –                                              | –                                              | –                                              | 1      |
| Bỉ                   | 3                                             | –                                             | –                                             | –                                             | –                                             | 1                                             | 15                                            | 5                                             | –                                             | –                                             | –                                             | –                                             | –                                             | –                                             | –                                             | –                                             | –                                             | –                                             | –                                             | –                                             | –                                             | –                                              | –                                              | –                                              | 4                                              | –                                              | –                                              | –                                              | –                                              | 5      |
| Bulgaria             | –                                             | –                                             | –                                             | –                                             | –                                             | –                                             | 10                                            | –                                             | –                                             | –                                             | 17                                            | 3                                             | 5                                             | –                                             | 2                                             | –                                             | –                                             | –                                             | –                                             | –                                             | –                                             | –                                              | –                                              | –                                              | –                                              | –                                              | –                                              | –                                              | –                                              | 5      |
| Cộng hòa Séc         | –                                             | –                                             | –                                             | –                                             | –                                             | –                                             | –                                             | –                                             | –                                             | –                                             | –                                             | –                                             | –                                             | –                                             | –                                             | –                                             | –                                             | –                                             | –                                             | –                                             | –                                             | –                                              | 14                                             | –                                              | –                                              | –                                              | –                                              | –                                              | –                                              | 1      |
| Tiệp Khắc            | –                                             | –                                             | –                                             | –                                             | –                                             | 9                                             | 9                                             | –                                             | –                                             | –                                             | –                                             | –                                             | –                                             | 2                                             | 9                                             | –                                             | –                                             | 1                                             | WD                                            | –                                             | Tách ra thành Slovakia và Cộng hòa Séc        | Tách ra thành Slovakia và Cộng hòa Séc         | Tách ra thành Slovakia và Cộng hòa Séc         | Tách ra thành Slovakia và Cộng hòa Séc         | Tách ra thành Slovakia và Cộng hòa Séc         | Tách ra thành Slovakia và Cộng hòa Séc         | Tách ra thành Slovakia và Cộng hòa Séc         | Tách ra thành Slovakia và Cộng hòa Séc         | Tách ra thành Slovakia và Cộng hòa Séc         | 5      |
| Đan Mạch             | –                                             | –                                             | –                                             | 2                                             | 2                                             | 10                                            | –                                             | –                                             | –                                             | 3                                             | 5                                             | –                                             | 2                                             | –                                             | –                                             | 6                                             | –                                             | –                                             | –                                             | –                                             | 13                                            | –                                              | –                                              | –                                              | –                                              | –                                              | 8                                              | –                                              | –                                              | 9      |
| Đông Đức             | –                                             | –                                             | –                                             | –                                             | –                                             | –                                             | –                                             | –                                             | –                                             | –                                             | WD                                            | –                                             | –                                             | 3                                             | –                                             | 3                                             | 1                                             | 2                                             | WD                                            | –                                             | Sáp nhập với Tây Đức                          | Sáp nhập với Tây Đức                           | Sáp nhập với Tây Đức                           | Sáp nhập với Tây Đức                           | Sáp nhập với Tây Đức                           | Sáp nhập với Tây Đức                           | Sáp nhập với Tây Đức                           | Sáp nhập với Tây Đức                           | Sáp nhập với Tây Đức                           | 4      |
| Estonia              | –                                             | –                                             | –                                             | –                                             | –                                             | –                                             | 17                                            | –                                             | –                                             | –                                             | –                                             | –                                             | –                                             | –                                             | –                                             | –                                             | –                                             | –                                             | –                                             | –                                             | –                                             | –                                              | –                                              | –                                              | –                                              | –                                              | –                                              | –                                              | –                                              | 1      |
| Phần Lan             | –                                             | –                                             | –                                             | –                                             | 4                                             | –                                             | –                                             | –                                             | 9                                             | –                                             | 14                                            | –                                             | –                                             | –                                             | –                                             | –                                             | –                                             | 9                                             | –                                             | –                                             | –                                             | –                                              | –                                              | –                                              | –                                              | –                                              | –                                              | –                                              | –                                              | 4      |
| Pháp                 | 2                                             | –                                             | –                                             | 5                                             | –                                             | 6                                             | 5                                             | 9                                             | –                                             | 5                                             | 17                                            | –                                             | 9                                             | –                                             | 7                                             | –                                             | 5                                             | –                                             | 1                                             | –                                             | –                                             | 5                                              | –                                              | –                                              | –                                              | –                                              | –                                              | 13                                             | 2                                              | 14     |
| Đức                  | –                                             | –                                             | –                                             | –                                             | 7                                             | –                                             | –                                             | 5                                             | 5                                             | –                                             | 4                                             | 9                                             | –                                             | –                                             | –                                             | 5                                             | –                                             | –                                             | 5                                             | 3                                             | –                                             | –                                              | –                                              | –                                              | –                                              | –                                              | 2                                              | 9                                              | –                                              | 10     |
| Anh Quốc             | 1                                             | –                                             | –                                             | 1                                             | 1                                             | 11                                            | –                                             | –                                             | 5                                             | 4                                             | 17                                            | 5                                             | 8                                             | –                                             | –                                             | –                                             | –                                             | –                                             | –                                             | –                                             | –                                             | –                                              | –                                              | –                                              | –                                              | 5                                              | –                                              | –                                              | –                                              | 10     |
| Hy Lạp               | –                                             | –                                             | –                                             | –                                             | –                                             | 13                                            | –                                             | –                                             | –                                             | –                                             | 17                                            | –                                             | –                                             | –                                             | –                                             | –                                             | –                                             | –                                             | –                                             | –                                             | –                                             | –                                              | –                                              | 15                                             | –                                              | –                                              | –                                              | –                                              | –                                              | 3      |
| Hungary              | –                                             | –                                             | –                                             | –                                             | 5                                             | –                                             | 13                                            | –                                             | 9                                             | –                                             | 1                                             | WD                                            | 3                                             | 1                                             | 1                                             | 2                                             | –                                             | –                                             | –                                             | –                                             | –                                             | 16                                             | –                                              | –                                              | –                                              | –                                              | –                                              | –                                              | –                                              | 9      |
| Ireland              | –                                             | –                                             | –                                             | –                                             | –                                             | –                                             | 7                                             | –                                             | –                                             | 17                                            | –                                             | –                                             | –                                             | –                                             | –                                             | –                                             | –                                             | –                                             | –                                             | –                                             | –                                             | –                                              | –                                              | –                                              | –                                              | –                                              | –                                              | –                                              | –                                              | 2      |
| Israel               | Thi đấu ở châu Á (đủ điều kiện 2 lần)         | Thi đấu ở châu Á (đủ điều kiện 2 lần)         | Thi đấu ở châu Á (đủ điều kiện 2 lần)         | Thi đấu ở châu Á (đủ điều kiện 2 lần)         | Thi đấu ở châu Á (đủ điều kiện 2 lần)         | Thi đấu ở châu Á (đủ điều kiện 2 lần)         | Thi đấu ở châu Á (đủ điều kiện 2 lần)         | Thi đấu ở châu Á (đủ điều kiện 2 lần)         | Thi đấu ở châu Á (đủ điều kiện 2 lần)         | Thi đấu ở châu Á (đủ điều kiện 2 lần)         | Thi đấu ở châu Á (đủ điều kiện 2 lần)         | Thi đấu ở châu Á (đủ điều kiện 2 lần)         | Thi đấu ở châu Á (đủ điều kiện 2 lần)         | Thi đấu ở châu Á (đủ điều kiện 2 lần)         | Thi đấu ở châu Á (đủ điều kiện 2 lần)         | Thi đấu ở châu Á (đủ điều kiện 2 lần)         | Thi đấu ở châu Á (đủ điều kiện 2 lần)         | –                                             | –                                             | –                                             | –                                             | –                                              | –                                              | –                                              | –                                              | –                                              | –                                              | –                                              | 15                                             | 1      |
| Ý                    | –                                             | –                                             | –                                             | –                                             | 8                                             | 4                                             | 6                                             | 3                                             | 1                                             | 5                                             | 9                                             | –                                             | 4                                             | DSQ                                           | –                                             | –                                             | –                                             | –                                             | 4                                             | 4                                             | 5                                             | 12                                             | 5                                              | 3                                              | 5                                              | –                                              | –                                              | –                                              | –                                              | 15     |
| Latvia               | –                                             | –                                             | –                                             | –                                             | –                                             | –                                             | 16                                            | –                                             | –                                             | –                                             | –                                             | –                                             | –                                             | –                                             | –                                             | –                                             | –                                             | –                                             | –                                             | –                                             | –                                             | –                                              | –                                              | –                                              | –                                              | –                                              | –                                              | –                                              | –                                              | 1      |
| Litva                | –                                             | –                                             | –                                             | –                                             | –                                             | –                                             | 17                                            | –                                             | –                                             | –                                             | –                                             | –                                             | –                                             | –                                             | –                                             | –                                             | –                                             | –                                             | –                                             | –                                             | –                                             | –                                              | –                                              | –                                              | –                                              | –                                              | –                                              | –                                              | –                                              | 1      |
| Luxembourg           | –                                             | –                                             | –                                             | –                                             | –                                             | 12                                            | 11                                            | 9                                             | 9                                             | 9                                             | 9                                             | –                                             | –                                             | –                                             | –                                             | –                                             | –                                             | –                                             | –                                             | –                                             | –                                             | –                                              | –                                              | –                                              | –                                              | –                                              | –                                              | –                                              | –                                              | 6      |
| Hà Lan               | –                                             | –                                             | –                                             | 3                                             | 3                                             | 3                                             | 4                                             | 9                                             | –                                             | 9                                             | 17                                            | –                                             | –                                             | –                                             | –                                             | –                                             | –                                             | –                                             | –                                             | –                                             | –                                             | –                                              | –                                              | –                                              | 7                                              | –                                              | –                                              | –                                              | –                                              | 8      |
| Na Uy                | –                                             | –                                             | –                                             | –                                             | 9                                             | 7                                             | –                                             | –                                             | 3                                             | –                                             | 14                                            | –                                             | –                                             | –                                             | –                                             | –                                             | –                                             | –                                             | 10                                            | –                                             | –                                             | –                                              | –                                              | –                                              | –                                              | –                                              | –                                              | –                                              | –                                              | 5      |
| Ba Lan               | –                                             | –                                             | –                                             | –                                             | –                                             | –                                             | 17                                            | –                                             | 4                                             | –                                             | 9                                             | –                                             | 10                                            | –                                             | –                                             | 1                                             | 2                                             | –                                             | –                                             | –                                             | 2                                             | –                                              | –                                              | –                                              | –                                              | –                                              | –                                              | –                                              | –                                              | 7      |
| Bồ Đào Nha           | –                                             | –                                             | –                                             | –                                             | –                                             | –                                             | –                                             | 5                                             | –                                             | –                                             | –                                             | –                                             | –                                             | –                                             | –                                             | –                                             | –                                             | –                                             | –                                             | –                                             | –                                             | 4                                              | –                                              | 14                                             | –                                              | –                                              | 6                                              | –                                              | –                                              | 4      |
| România              | –                                             | –                                             | –                                             | –                                             | –                                             | –                                             | 14                                            | –                                             | –                                             | –                                             | 17                                            | –                                             | –                                             | 5                                             | –                                             | –                                             | –                                             | –                                             | –                                             | –                                             | –                                             | –                                              | –                                              | –                                              | –                                              | –                                              | –                                              | 11                                             | –                                              | 4      |
| Nga                  | –                                             | –                                             | –                                             | –                                             | 10                                            | –                                             | Tham dự với tư cách Liên Xô                   | Tham dự với tư cách Liên Xô                   | Tham dự với tư cách Liên Xô                   | Tham dự với tư cách Liên Xô                   | Tham dự với tư cách Liên Xô                   | Tham dự với tư cách Liên Xô                   | Tham dự với tư cách Liên Xô                   | Tham dự với tư cách Liên Xô                   | Tham dự với tư cách Liên Xô                   | Tham dự với tư cách Liên Xô                   | Tham dự với tư cách Liên Xô                   | Tham dự với tư cách Liên Xô                   | Tham dự với tư cách Liên Xô                   | Tham dự với tư cách Liên Xô                   | Tham dự với tư cách Liên Xô                   | –                                              | –                                              | –                                              | –                                              | –                                              | –                                              | –                                              | –                                              | 1      |
| Serbia               | –                                             | –                                             | –                                             | –                                             | –                                             | Một phần của Nam Tư/Serbia và Montenegro      | Một phần của Nam Tư/Serbia và Montenegro      | Một phần của Nam Tư/Serbia và Montenegro      | Một phần của Nam Tư/Serbia và Montenegro      | Một phần của Nam Tư/Serbia và Montenegro      | Một phần của Nam Tư/Serbia và Montenegro      | Một phần của Nam Tư/Serbia và Montenegro      | Một phần của Nam Tư/Serbia và Montenegro      | Một phần của Nam Tư/Serbia và Montenegro      | Một phần của Nam Tư/Serbia và Montenegro      | Một phần của Nam Tư/Serbia và Montenegro      | Một phần của Nam Tư/Serbia và Montenegro      | Một phần của Nam Tư/Serbia và Montenegro      | Một phần của Nam Tư/Serbia và Montenegro      | Một phần của Nam Tư/Serbia và Montenegro      | Một phần của Nam Tư/Serbia và Montenegro      | Một phần của Nam Tư/Serbia và Montenegro       | Một phần của Nam Tư/Serbia và Montenegro       | Một phần của Nam Tư/Serbia và Montenegro       | 12                                             | –                                              | –                                              | –                                              | –                                              | 1      |
| Serbia và Montenegro | –                                             | –                                             | –                                             | –                                             | –                                             | Một phần của Nam Tư                           | Một phần của Nam Tư                           | Một phần của Nam Tư                           | Một phần của Nam Tư                           | Một phần của Nam Tư                           | Một phần của Nam Tư                           | Một phần của Nam Tư                           | Một phần của Nam Tư                           | Một phần của Nam Tư                           | Một phần của Nam Tư                           | Một phần của Nam Tư                           | Một phần của Nam Tư                           | Một phần của Nam Tư                           | Một phần của Nam Tư                           | Một phần của Nam Tư                           | –                                             | –                                              | –                                              | 16                                             | Tách ra thành 2 quốc gia                       | Tách ra thành 2 quốc gia                       | Tách ra thành 2 quốc gia                       | Tách ra thành 2 quốc gia                       | Tách ra thành 2 quốc gia                       | 1      |
| Slovakia             | –                                             | –                                             | –                                             | –                                             | –                                             | –                                             | –                                             | –                                             | –                                             | –                                             | –                                             | –                                             | –                                             | –                                             | –                                             | –                                             | –                                             | –                                             | –                                             | –                                             | –                                             | –                                              | 13                                             | –                                              | –                                              | –                                              | –                                              | –                                              | –                                              | 1      |
| Liên Xô              | Tham dự với tư cách Đế quốc Nga               | Tham dự với tư cách Đế quốc Nga               | Tham dự với tư cách Đế quốc Nga               | Tham dự với tư cách Đế quốc Nga               | Tham dự với tư cách Đế quốc Nga               | Tham dự với tư cách Đế quốc Nga               | –                                             | –                                             | –                                             | –                                             | 9                                             | 1                                             | –                                             | –                                             | –                                             | 3                                             | 3                                             | 3                                             | WD                                            | 1                                             | –                                             | Tách ra thành 15 quốc gia, Nga là nước kế thừa | Tách ra thành 15 quốc gia, Nga là nước kế thừa | Tách ra thành 15 quốc gia, Nga là nước kế thừa | Tách ra thành 15 quốc gia, Nga là nước kế thừa | Tách ra thành 15 quốc gia, Nga là nước kế thừa | Tách ra thành 15 quốc gia, Nga là nước kế thừa | Tách ra thành 15 quốc gia, Nga là nước kế thừa | Tách ra thành 15 quốc gia, Nga là nước kế thừa | 6      |
| Tây Ban Nha          | –                                             | –                                             | –                                             | –                                             | –                                             | 2                                             | 17                                            | 5                                             | –                                             | –                                             | –                                             | –                                             | –                                             | –                                             | 6                                             | –                                             | 13                                            | 10                                            | –                                             | –                                             | 1                                             | 6                                              | 2                                              | –                                              | –                                              | 14                                             | –                                              | 2                                              | 1                                              | 12     |
| Thụy Điển            | –                                             | –                                             | –                                             | 4                                             | 11                                            | 5                                             | 3                                             | –                                             | 9                                             | 1                                             | 3                                             | –                                             | –                                             | –                                             | –                                             | –                                             | –                                             | –                                             | –                                             | 6                                             | 6                                             | –                                              | –                                              | –                                              | –                                              | –                                              | 15                                             | –                                              | –                                              | 10     |
| Thụy Sĩ              | –                                             | –                                             | –                                             | –                                             | –                                             | –                                             | 2                                             | 9                                             | –                                             | –                                             | –                                             | –                                             | –                                             | –                                             | –                                             | –                                             | –                                             | –                                             | –                                             | –                                             | –                                             | –                                              | –                                              | –                                              | –                                              | 13                                             | –                                              | –                                              | –                                              | 3      |
| Thổ Nhĩ Kỳ           | –                                             | –                                             | –                                             | –                                             | –                                             | –                                             | 17                                            | 9                                             | 9                                             | 5                                             | 5                                             | WD                                            | 14                                            | –                                             | –                                             | –                                             | –                                             | –                                             | –                                             | –                                             | –                                             | –                                              | –                                              | –                                              | –                                              | –                                              | –                                              | –                                              | –                                              | 6      |
| Ukraina              | –                                             | –                                             | –                                             | –                                             | –                                             | –                                             | –                                             | –                                             | –                                             | –                                             | –                                             | –                                             | –                                             | –                                             | –                                             | –                                             | –                                             | –                                             | –                                             | –                                             | –                                             | –                                              | –                                              | –                                              | –                                              | –                                              | –                                              | –                                              | 9                                              | 1      |
| Nam Tư               | –                                             | –                                             | –                                             | –                                             | –                                             | 9                                             | 17                                            | 9                                             | –                                             | 2                                             | 2                                             | 2                                             | 1                                             | 6                                             | –                                             | –                                             | –                                             | 4                                             | 3                                             | 10                                            | –                                             | Tách ra thành 5, sau này thành 6 quốc gia      | Tách ra thành 5, sau này thành 6 quốc gia      | Tách ra thành 5, sau này thành 6 quốc gia      | Tách ra thành 5, sau này thành 6 quốc gia      | Tách ra thành 5, sau này thành 6 quốc gia      | Tách ra thành 5, sau này thành 6 quốc gia      | Tách ra thành 5, sau này thành 6 quốc gia      | Tách ra thành 5, sau này thành 6 quốc gia      | 11     |
| CONMEBOL             |                                               |                                               |                                               |                                               |                                               |                                               |                                               |                                               |                                               |                                               |                                               |                                               |                                               |                                               |                                               |                                               |                                               |                                               |                                               |                                               |                                               |                                                |                                                |                                                |                                                |                                                |                                                |                                                |                                                |        |
| Quốc gia             | 00                                            | 04                                            | 04                                            | 08                                            | 12                                            | 20                                            | 24                                            | 28                                            | 36                                            | 48                                            | 52                                            | 56                                            | 60                                            | 64                                            | 68                                            | 72                                            | 76                                            | 80                                            | 84                                            | 88                                            | 92                                            | 96                                             | 00                                             | 04                                             | 08                                             | 12                                             | 16                                             | 20                                             | 24                                             | Số lần |
| Argentina            | –                                             | –                                             | –                                             | –                                             | –                                             | –                                             | –                                             | 2                                             | –                                             | –                                             | –                                             | –                                             | 7                                             | 10                                            | –                                             | –                                             | –                                             | WD                                            | –                                             | 8                                             | –                                             | 2                                              | –                                              | 1                                              | 1                                              | –                                              | 11                                             | 10                                             | 7                                              | 10     |
| Brasil               | –                                             | –                                             | –                                             | –                                             | –                                             | –                                             | –                                             | –                                             | –                                             | –                                             | 5                                             | –                                             | 6                                             | 9                                             | 13                                            | 13                                            | 4                                             | –                                             | 2                                             | 2                                             | –                                             | 3                                              | 7                                              | –                                              | 3                                              | 2                                              | 1                                              | 1                                              | –                                              | 14     |
| Chile                | –                                             | –                                             | –                                             | –                                             | –                                             | –                                             | –                                             | 17                                            | –                                             | –                                             | 17                                            | –                                             | –                                             | –                                             | –                                             | –                                             | –                                             | –                                             | 7                                             | –                                             | –                                             | –                                              | 3                                              | –                                              | –                                              | –                                              | –                                              | –                                              | –                                              | 4      |
| Colombia             | –                                             | –                                             | –                                             | –                                             | –                                             | –                                             | –                                             | –                                             | –                                             | –                                             | –                                             | –                                             | –                                             | –                                             | 10                                            | 11                                            | –                                             | 11                                            | –                                             | –                                             | 14                                            | –                                              | –                                              | –                                              | –                                              | –                                              | 6                                              | –                                              | –                                              | 5      |
| Paraguay             | –                                             | –                                             | –                                             | –                                             | –                                             | –                                             | –                                             | –                                             | –                                             | –                                             | –                                             | –                                             | –                                             | –                                             | –                                             | –                                             | –                                             | –                                             | –                                             | –                                             | 7                                             | –                                              | –                                              | 2                                              | –                                              | –                                              | –                                              | –                                              | 6                                              | 3      |
| Perú                 | –                                             | –                                             | –                                             | –                                             | –                                             | –                                             | –                                             | –                                             | 5                                             | –                                             | –                                             | –                                             | 11                                            | –                                             | –                                             | –                                             | –                                             | –                                             | –                                             | –                                             | –                                             | –                                              | –                                              | –                                              | –                                              | –                                              | –                                              | –                                              | –                                              | 2      |
| Uruguay              | –                                             | –                                             | –                                             | –                                             | –                                             | –                                             | 1                                             | 1                                             | –                                             | –                                             | –                                             | –                                             | –                                             | –                                             | –                                             | –                                             | WD                                            | –                                             | –                                             | –                                             | –                                             | –                                              | –                                              | –                                              | –                                              | 9                                              | –                                              | –                                              | –                                              | 3      |
| Venezuela            | –                                             | –                                             | –                                             | –                                             | –                                             | –                                             | –                                             | –                                             | –                                             | –                                             | –                                             | –                                             | –                                             | –                                             | –                                             | –                                             | –                                             | 12                                            | –                                             | –                                             | –                                             | –                                              | –                                              | –                                              | –                                              | –                                              | –                                              | –                                              | –                                              | 1      |
| CONCACAF             |                                               |                                               |                                               |                                               |                                               |                                               |                                               |                                               |                                               |                                               |                                               |                                               |                                               |                                               |                                               |                                               |                                               |                                               |                                               |                                               |                                               |                                                |                                                |                                                |                                                |                                                |                                                |                                                |                                                |        |
| Quốc gia             | 00                                            | 04                                            | 04                                            | 08                                            | 12                                            | 20                                            | 24                                            | 28                                            | 36                                            | 48                                            | 52                                            | 56                                            | 60                                            | 64                                            | 68                                            | 72                                            | 76                                            | 80                                            | 84                                            | 88                                            | 92                                            | 96                                             | 00                                             | 04                                             | 08                                             | 12                                             | 16                                             | 20                                             | 24                                             | Số lần |
| Canada               | –                                             | 1                                             | 1                                             | –                                             | –                                             | –                                             | –                                             | –                                             | –                                             | –                                             | –                                             | –                                             | –                                             | –                                             | –                                             | –                                             | 13                                            | –                                             | 6                                             | –                                             | –                                             | –                                              | –                                              | –                                              | –                                              | –                                              | –                                              | –                                              | –                                              | 3      |
| Costa Rica           | –                                             | –                                             | –                                             | –                                             | –                                             | –                                             | –                                             | –                                             | –                                             | –                                             | –                                             | –                                             | –                                             | –                                             | –                                             | –                                             | –                                             | 16                                            | 13                                            | –                                             | –                                             | –                                              | –                                              | 8                                              | –                                              | –                                              | –                                              | –                                              | –                                              | 3      |
| Cuba                 | –                                             | –                                             | –                                             | –                                             | –                                             | –                                             | –                                             | –                                             | –                                             | –                                             | –                                             | –                                             | –                                             | –                                             | –                                             | –                                             | 11                                            | 7                                             | –                                             | –                                             | –                                             | –                                              | –                                              | –                                              | –                                              | –                                              | –                                              | –                                              | –                                              | 2      |
| Cộng hòa Dominica    | –                                             | –                                             | –                                             | –                                             | –                                             | –                                             | –                                             | –                                             | –                                             | –                                             | –                                             | –                                             | –                                             | –                                             | –                                             | –                                             | –                                             | –                                             | –                                             | –                                             | –                                             | –                                              | –                                              | –                                              | –                                              | –                                              | –                                              | –                                              | 12                                             | 1      |
| El Salvador          | –                                             | –                                             | –                                             | –                                             | –                                             | –                                             | –                                             | –                                             | –                                             | –                                             | –                                             | –                                             | –                                             | –                                             | 15                                            | –                                             | –                                             | –                                             | –                                             | –                                             | –                                             | –                                              | –                                              | –                                              | –                                              | –                                              | –                                              | –                                              | –                                              | 1      |
| Guatemala            | –                                             | –                                             | –                                             | –                                             | –                                             | –                                             | –                                             | –                                             | –                                             | –                                             | –                                             | –                                             | –                                             | –                                             | 8                                             | –                                             | 10                                            | –                                             | –                                             | 16                                            | –                                             | –                                              | –                                              | –                                              | –                                              | –                                              | –                                              | –                                              | –                                              | 3      |
| Honduras             | –                                             | –                                             | –                                             | –                                             | –                                             | –                                             | –                                             | –                                             | –                                             | –                                             | –                                             | –                                             | –                                             | –                                             | –                                             | –                                             | –                                             | –                                             | –                                             | –                                             | –                                             | –                                              | 10                                             | –                                              | 16                                             | 7                                              | 4                                              | 14                                             | –                                              | 5      |
| México               | –                                             | –                                             | –                                             | –                                             | –                                             | –                                             | –                                             | 9                                             | –                                             | 11                                            | –                                             | –                                             | –                                             | 11                                            | 4                                             | 7                                             | 9                                             | –                                             | –                                             | DSQ                                           | 10                                            | 7                                              | –                                              | 10                                             | –                                              | 1                                              | 9                                              | 3                                              | –                                              | 12     |
| Antille thuộc Hà Lan | –                                             | –                                             | –                                             | –                                             | –                                             | –                                             | –                                             | –                                             | –                                             | –                                             | 14                                            | –                                             | –                                             | –                                             | –                                             | –                                             | –                                             | –                                             | –                                             | –                                             | –                                             | –                                              | –                                              | –                                              | –                                              | Tách ra thành 2 quốc gia                       | Tách ra thành 2 quốc gia                       | Tách ra thành 2 quốc gia                       | Tách ra thành 2 quốc gia                       | 1      |
| Hoa Kỳ               | –                                             | 2                                             | 3                                             | –                                             | –                                             | –                                             | 12                                            | 9                                             | 9                                             | 11                                            | 17                                            | 5                                             | –                                             | –                                             | –                                             | 14                                            | –                                             | WD                                            | 9                                             | 12                                            | 9                                             | 10                                             | 4                                              | –                                              | 9                                              | –                                              | –                                              | –                                              | 8                                              | 15     |
| CAF                  |                                               |                                               |                                               |                                               |                                               |                                               |                                               |                                               |                                               |                                               |                                               |                                               |                                               |                                               |                                               |                                               |                                               |                                               |                                               |                                               |                                               |                                                |                                                |                                                |                                                |                                                |                                                |                                                |                                                |        |
| Quốc gia             | 00                                            | 04                                            | 04                                            | 08                                            | 12                                            | 20                                            | 24                                            | 28                                            | 36                                            | 48                                            | 52                                            | 56                                            | 60                                            | 64                                            | 68                                            | 72                                            | 76                                            | 80                                            | 84                                            | 88                                            | 92                                            | 96                                             | 00                                             | 04                                             | 08                                             | 12                                             | 16                                             | 20                                             | 24                                             | Số lần |
| Algérie              | –                                             | –                                             | –                                             | –                                             | –                                             | –                                             | –                                             | –                                             | –                                             | –                                             | –                                             | –                                             | –                                             | –                                             | –                                             | –                                             | –                                             | 8                                             | –                                             | –                                             | –                                             | –                                              | –                                              | –                                              | –                                              | –                                              | 14                                             | –                                              | –                                              | 2      |
| Cameroon             | –                                             | –                                             | –                                             | –                                             | –                                             | –                                             | –                                             | –                                             | –                                             | –                                             | –                                             | –                                             | –                                             | –                                             | –                                             | –                                             | –                                             | –                                             | 11                                            | –                                             | –                                             | –                                              | 1                                              | –                                              | 8                                              | –                                              | –                                              | –                                              | –                                              | 3      |
| Ai Cập               | –                                             | –                                             | –                                             | –                                             | –                                             | 8                                             | 8                                             | 4                                             | 9                                             | 11                                            | 9                                             | –                                             | 12                                            | 4                                             | –                                             | –                                             | –                                             | WD                                            | 8                                             | –                                             | 12                                            | –                                              | –                                              | –                                              | –                                              | 8                                              | –                                              | 8                                              | 4                                              | 13     |
| Gabon                | –                                             | –                                             | –                                             | –                                             | –                                             | –                                             | –                                             | –                                             | –                                             | –                                             | –                                             | –                                             | –                                             | –                                             | –                                             | –                                             | –                                             | –                                             | –                                             | –                                             | –                                             | –                                              | –                                              | –                                              | –                                              | 12                                             | –                                              | –                                              | –                                              | 1      |
| Ghana                | –                                             | –                                             | –                                             | –                                             | –                                             | –                                             | –                                             | –                                             | –                                             | –                                             | –                                             | –                                             | –                                             | 7                                             | 12                                            | 16                                            | WD                                            | WD                                            | –                                             | –                                             | 3                                             | 8                                              | –                                              | 9                                              | –                                              | –                                              | –                                              | –                                              | –                                              | 6      |
| Guinée               | –                                             | –                                             | –                                             | –                                             | –                                             | –                                             | –                                             | –                                             | –                                             | –                                             | –                                             | –                                             | –                                             | –                                             | 11                                            | –                                             | –                                             | –                                             | –                                             | –                                             | –                                             | –                                              | –                                              | –                                              | –                                              | –                                              | –                                              | –                                              | 16                                             | 2      |
| Bờ Biển Ngà          | –                                             | –                                             | –                                             | –                                             | –                                             | –                                             | –                                             | –                                             | –                                             | –                                             | –                                             | –                                             | –                                             | –                                             | –                                             | –                                             | –                                             | –                                             | –                                             | –                                             | –                                             | –                                              | –                                              | –                                              | 6                                              | –                                              | –                                              | 7                                              | –                                              | 2      |
| Mali                 | –                                             | –                                             | –                                             | –                                             | –                                             | –                                             | –                                             | –                                             | –                                             | –                                             | –                                             | –                                             | –                                             | –                                             | –                                             | –                                             | –                                             | –                                             | –                                             | –                                             | –                                             | –                                              | –                                              | 5                                              | –                                              | –                                              | –                                              | –                                              | 14                                             | 2      |
| Maroc                | –                                             | –                                             | –                                             | –                                             | –                                             | –                                             | –                                             | –                                             | –                                             | –                                             | –                                             | –                                             | –                                             | 13                                            | WD                                            | 8                                             | –                                             | –                                             | 12                                            | –                                             | 15                                            | –                                              | 16                                             | 10                                             | –                                              | 11                                             | –                                              | –                                              | 3                                              | 8      |
| Nigeria              | –                                             | –                                             | –                                             | –                                             | –                                             | –                                             | –                                             | –                                             | –                                             | –                                             | –                                             | –                                             | –                                             | –                                             | 14                                            | –                                             | WD                                            | 13                                            | –                                             | 15                                            | –                                             | 1                                              | 8                                              | –                                              | 2                                              | –                                              | 3                                              | –                                              | –                                              | 7      |
| Sénégal              | –                                             | –                                             | –                                             | –                                             | –                                             | –                                             | –                                             | –                                             | –                                             | –                                             | –                                             | –                                             | –                                             | –                                             | –                                             | –                                             | –                                             | –                                             | –                                             | –                                             | –                                             | –                                              | –                                              | –                                              | –                                              | 6                                              | –                                              | –                                              | –                                              | 1      |
| Nam Phi              | –                                             | –                                             | –                                             | –                                             | –                                             | –                                             | –                                             | –                                             | –                                             | –                                             | –                                             | –                                             | –                                             | –                                             | –                                             | –                                             | –                                             | –                                             | –                                             | –                                             | –                                             | –                                              | 11                                             | –                                              | –                                              | –                                              | 13                                             | 16                                             | –                                              | 3      |
| Sudan                | –                                             | –                                             | –                                             | –                                             | –                                             | –                                             | –                                             | –                                             | –                                             | –                                             | –                                             | –                                             | –                                             | –                                             | –                                             | 15                                            | –                                             | –                                             | –                                             | –                                             | –                                             | –                                              | –                                              | –                                              | –                                              | –                                              | –                                              | –                                              | –                                              | 1      |
| Tunisia              | –                                             | –                                             | –                                             | –                                             | –                                             | –                                             | –                                             | –                                             | –                                             | –                                             | –                                             | –                                             | 15                                            | –                                             | –                                             | –                                             | –                                             | –                                             | –                                             | 13                                            | –                                             | 14                                             | –                                              | 12                                             | –                                              | –                                              | –                                              | –                                              | –                                              | 4      |
| Zambia               | –                                             | –                                             | –                                             | –                                             | –                                             | –                                             | –                                             | –                                             | –                                             | –                                             | –                                             | –                                             | –                                             | –                                             | –                                             | –                                             | WD                                            | 15                                            | –                                             | 5                                             | –                                             | –                                              | –                                              | –                                              | –                                              | –                                              | –                                              | –                                              | –                                              | 2      |
| AFC                  |                                               |                                               |                                               |                                               |                                               |                                               |                                               |                                               |                                               |                                               |                                               |                                               |                                               |                                               |                                               |                                               |                                               |                                               |                                               |                                               |                                               |                                                |                                                |                                                |                                                |                                                |                                                |                                                |                                                |        |
| Quốc gia             | 00                                            | 04                                            | 04                                            | 08                                            | 12                                            | 20                                            | 24                                            | 28                                            | 36                                            | 48                                            | 52                                            | 56                                            | 60                                            | 64                                            | 68                                            | 72                                            | 76                                            | 80                                            | 84                                            | 88                                            | 92                                            | 96                                             | 00                                             | 04                                             | 08                                             | 12                                             | 16                                             | 20                                             | 24                                             | Số lần |
| Afghanistan          | –                                             | –                                             | –                                             | –                                             | –                                             | –                                             | –                                             | –                                             | –                                             | 17                                            | –                                             | –                                             | –                                             | –                                             | –                                             | –                                             | –                                             | –                                             | –                                             | –                                             | –                                             | –                                              | –                                              | –                                              | –                                              | –                                              | –                                              | –                                              | –                                              | 1      |
| Úc                   | Thi đấu ở châu Đại Dương (đủ điều kiện 6 lần) | Thi đấu ở châu Đại Dương (đủ điều kiện 6 lần) | Thi đấu ở châu Đại Dương (đủ điều kiện 6 lần) | Thi đấu ở châu Đại Dương (đủ điều kiện 6 lần) | Thi đấu ở châu Đại Dương (đủ điều kiện 6 lần) | Thi đấu ở châu Đại Dương (đủ điều kiện 6 lần) | Thi đấu ở châu Đại Dương (đủ điều kiện 6 lần) | Thi đấu ở châu Đại Dương (đủ điều kiện 6 lần) | Thi đấu ở châu Đại Dương (đủ điều kiện 6 lần) | Thi đấu ở châu Đại Dương (đủ điều kiện 6 lần) | Thi đấu ở châu Đại Dương (đủ điều kiện 6 lần) | Thi đấu ở châu Đại Dương (đủ điều kiện 6 lần) | Thi đấu ở châu Đại Dương (đủ điều kiện 6 lần) | Thi đấu ở châu Đại Dương (đủ điều kiện 6 lần) | Thi đấu ở châu Đại Dương (đủ điều kiện 6 lần) | Thi đấu ở châu Đại Dương (đủ điều kiện 6 lần) | Thi đấu ở châu Đại Dương (đủ điều kiện 6 lần) | Thi đấu ở châu Đại Dương (đủ điều kiện 6 lần) | Thi đấu ở châu Đại Dương (đủ điều kiện 6 lần) | Thi đấu ở châu Đại Dương (đủ điều kiện 6 lần) | Thi đấu ở châu Đại Dương (đủ điều kiện 6 lần) | Thi đấu ở châu Đại Dương (đủ điều kiện 6 lần)  | Thi đấu ở châu Đại Dương (đủ điều kiện 6 lần)  | Thi đấu ở châu Đại Dương (đủ điều kiện 6 lần)  | 11                                             | –                                              | –                                              | 12                                             | –                                              | 2      |
| Trung Quốc           | –                                             | –                                             | –                                             | –                                             | –                                             | –                                             | –                                             | –                                             | 9                                             | 11                                            | –                                             | WD                                            | –                                             | –                                             | –                                             | –                                             | –                                             | –                                             | –                                             | 14                                            | –                                             | –                                              | –                                              | –                                              | 13                                             | –                                              | –                                              | –                                              | –                                              | 4      |
| Đài Bắc Trung Hoa    | –                                             | –                                             | –                                             | –                                             | –                                             | –                                             | –                                             | –                                             | –                                             | –                                             | –                                             | –                                             | 16                                            | –                                             | –                                             | –                                             | –                                             | –                                             | –                                             | –                                             | –                                             | –                                              | –                                              | –                                              | –                                              | –                                              | –                                              | –                                              | –                                              | 1      |
| Ấn Độ                | –                                             | –                                             | –                                             | –                                             | –                                             | –                                             | –                                             | –                                             | –                                             | 11                                            | 17                                            | 4                                             | 13                                            | –                                             | –                                             | –                                             | –                                             | –                                             | –                                             | –                                             | –                                             | –                                              | –                                              | –                                              | –                                              | –                                              | –                                              | –                                              | –                                              | 4      |
| Indonesia            | –                                             | –                                             | –                                             | –                                             | –                                             | –                                             | –                                             | –                                             | –                                             | –                                             | –                                             | 5                                             | –                                             | –                                             | –                                             | –                                             | –                                             | –                                             | –                                             | –                                             | –                                             | –                                              | –                                              | –                                              | –                                              | –                                              | –                                              | –                                              | –                                              | 1      |
| Iran                 | –                                             | –                                             | –                                             | –                                             | –                                             | –                                             | –                                             | –                                             | –                                             | –                                             | –                                             | –                                             | –                                             | 12                                            | –                                             | 12                                            | 7                                             | WD                                            | –                                             | –                                             | –                                             | –                                              | –                                              | –                                              | –                                              | –                                              | –                                              | –                                              | –                                              | 3      |
| Iraq                 | –                                             | –                                             | –                                             | –                                             | –                                             | –                                             | –                                             | –                                             | –                                             | –                                             | –                                             | –                                             | –                                             | –                                             | –                                             | –                                             | –                                             | 5                                             | 14                                            | 9                                             | –                                             | –                                              | –                                              | 4                                              | –                                              | –                                              | 12                                             | –                                              | 10                                             | 6      |
| Israel               | –                                             | –                                             | –                                             | –                                             | –                                             | –                                             | –                                             | –                                             | –                                             | –                                             | –                                             | –                                             | –                                             | –                                             | 5                                             | –                                             | 6                                             | –                                             | Thi đấu ở châu Âu (đủ điều kiện 1 lần)        | Thi đấu ở châu Âu (đủ điều kiện 1 lần)        | Thi đấu ở châu Âu (đủ điều kiện 1 lần)        | Thi đấu ở châu Âu (đủ điều kiện 1 lần)         | Thi đấu ở châu Âu (đủ điều kiện 1 lần)         | Thi đấu ở châu Âu (đủ điều kiện 1 lần)         | Thi đấu ở châu Âu (đủ điều kiện 1 lần)         | Thi đấu ở châu Âu (đủ điều kiện 1 lần)         | Thi đấu ở châu Âu (đủ điều kiện 1 lần)         | Thi đấu ở châu Âu (đủ điều kiện 1 lần)         | Thi đấu ở châu Âu (đủ điều kiện 1 lần)         | 2      |
| Nhật Bản             | –                                             | –                                             | –                                             | –                                             | –                                             | –                                             | –                                             | –                                             | 5                                             | –                                             | –                                             | 9                                             | –                                             | 8                                             | 3                                             | –                                             | –                                             | –                                             | –                                             | –                                             | –                                             | 9                                              | 6                                              | 13                                             | 15                                             | 4                                              | 10                                             | 4                                              | 5                                              | 12     |
| Kuwait               | –                                             | –                                             | –                                             | –                                             | –                                             | –                                             | –                                             | –                                             | –                                             | –                                             | –                                             | –                                             | –                                             | –                                             | –                                             | –                                             | –                                             | 6                                             | –                                             | –                                             | 16                                            | –                                              | 12                                             | –                                              | –                                              | –                                              | –                                              | –                                              | –                                              | 3      |
| Malaysia             | –                                             | –                                             | –                                             | –                                             | –                                             | –                                             | –                                             | –                                             | –                                             | –                                             | –                                             | –                                             | –                                             | –                                             | –                                             | 10                                            | –                                             | WD                                            | –                                             | –                                             | –                                             | –                                              | –                                              | –                                              | –                                              | –                                              | –                                              | –                                              | –                                              | 1      |
| Myanmar              | –                                             | –                                             | –                                             | –                                             | –                                             | –                                             | –                                             | –                                             | –                                             | –                                             | –                                             | –                                             | –                                             | –                                             | –                                             | 9                                             | –                                             | –                                             | –                                             | –                                             | –                                             | –                                              | –                                              | –                                              | –                                              | –                                              | –                                              | –                                              | –                                              | 1      |
| CHDCND Triều Tiên    | –                                             | –                                             | –                                             | –                                             | –                                             | –                                             | –                                             | –                                             | –                                             | –                                             | –                                             | –                                             | –                                             | WD                                            | –                                             | –                                             | 8                                             | –                                             | –                                             | –                                             | –                                             | –                                              | –                                              | –                                              | –                                              | –                                              | –                                              | –                                              | –                                              | 1      |
| Qatar                | –                                             | –                                             | –                                             | –                                             | –                                             | –                                             | –                                             | –                                             | –                                             | –                                             | –                                             | –                                             | –                                             | –                                             | –                                             | –                                             | –                                             | –                                             | 15                                            | –                                             | 8                                             | –                                              | –                                              | –                                              | –                                              | –                                              | –                                              | –                                              | –                                              | 2      |
| Ả Rập Xê Út          | –                                             | –                                             | –                                             | –                                             | –                                             | –                                             | –                                             | –                                             | –                                             | –                                             | –                                             | –                                             | –                                             | –                                             | –                                             | –                                             | –                                             | –                                             | 16                                            | –                                             | –                                             | 15                                             | –                                              | –                                              | –                                              | –                                              | –                                              | 15                                             | –                                              | 3      |
| Hàn Quốc             | –                                             | –                                             | –                                             | –                                             | –                                             | –                                             | –                                             | –                                             | –                                             | 5                                             | –                                             | –                                             | –                                             | 14                                            | –                                             | –                                             | –                                             | –                                             | –                                             | 11                                            | 11                                            | 11                                             | 9                                              | 6                                              | 10                                             | 3                                              | 5                                              | 5                                              | –                                              | 11     |
| Syria                | –                                             | –                                             | –                                             | –                                             | –                                             | –                                             | –                                             | –                                             | –                                             | –                                             | –                                             | –                                             | –                                             | –                                             | –                                             | –                                             | –                                             | 14                                            | –                                             | –                                             | –                                             | –                                              | –                                              | –                                              | –                                              | –                                              | –                                              | –                                              | –                                              | 1      |
| Thái Lan             | –                                             | –                                             | –                                             | –                                             | –                                             | –                                             | –                                             | –                                             | –                                             | –                                             | –                                             | 9                                             | –                                             | –                                             | 16                                            | –                                             | –                                             | –                                             | –                                             | –                                             | –                                             | –                                              | –                                              | –                                              | –                                              | –                                              | –                                              | –                                              | –                                              | 2      |
| UAE                  | –                                             | –                                             | –                                             | –                                             | –                                             | –                                             | –                                             | –                                             | –                                             | –                                             | –                                             | –                                             | –                                             | –                                             | –                                             | –                                             | –                                             | –                                             | –                                             | –                                             | –                                             | –                                              | –                                              | –                                              | –                                              | 15                                             | –                                              | –                                              | –                                              | 1      |
| Uzbekistan           | –                                             | –                                             | –                                             | –                                             | –                                             | –                                             | –                                             | –                                             | –                                             | –                                             | –                                             | –                                             | –                                             | –                                             | –                                             | –                                             | –                                             | –                                             | –                                             | –                                             | –                                             | –                                              | –                                              | –                                              | –                                              | –                                              | –                                              | –                                              | 13                                             | 1      |
| OFC                  |                                               |                                               |                                               |                                               |                                               |                                               |                                               |                                               |                                               |                                               |                                               |                                               |                                               |                                               |                                               |                                               |                                               |                                               |                                               |                                               |                                               |                                                |                                                |                                                |                                                |                                                |                                                |                                                |                                                |        |
| Quốc gia             | 00                                            | 04                                            | 04                                            | 08                                            | 12                                            | 20                                            | 24                                            | 28                                            | 36                                            | 48                                            | 52                                            | 56                                            | 60                                            | 64                                            | 68                                            | 72                                            | 76                                            | 80                                            | 84                                            | 88                                            | 92                                            | 96                                             | 00                                             | 04                                             | 08                                             | 12                                             | 16                                             | 20                                             | 24                                             | Số lần |
| Úc                   | –                                             | –                                             | –                                             | –                                             | –                                             | –                                             | –                                             | –                                             | –                                             | –                                             | –                                             | 5                                             | –                                             | –                                             | –                                             | –                                             | –                                             | –                                             | –                                             | 7                                             | 4                                             | 13                                             | 15                                             | 7                                              | Thi đấu ở châu Á (đủ điều kiện 2 lần)          | Thi đấu ở châu Á (đủ điều kiện 2 lần)          | Thi đấu ở châu Á (đủ điều kiện 2 lần)          | Thi đấu ở châu Á (đủ điều kiện 2 lần)          | Thi đấu ở châu Á (đủ điều kiện 2 lần)          | 6      |
| Fiji                 | –                                             | –                                             | –                                             | –                                             | –                                             | –                                             | –                                             | –                                             | –                                             | –                                             | –                                             | –                                             | –                                             | –                                             | –                                             | –                                             | –                                             | –                                             | –                                             | –                                             | –                                             | –                                              | –                                              | –                                              | –                                              | –                                              | 16                                             | –                                              | –                                              | 1      |
| New Zealand          | –                                             | –                                             | –                                             | –                                             | –                                             | –                                             | –                                             | –                                             | –                                             | –                                             | –                                             | –                                             | –                                             | –                                             | –                                             | –                                             | –                                             | –                                             | –                                             | –                                             | –                                             | –                                              | –                                              | –                                              | 14                                             | 16                                             | –                                              | 6                                              | 11                                             | 4      |
|                      |                                               |                                               |                                               |                                               |                                               |                                               |                                               |                                               |                                               |                                               |                                               |                                               |                                               |                                               |                                               |                                               |                                               |                                               |                                               |                                               |                                               |                                                |                                                |                                                |                                                |                                                |                                                |                                                |                                                |        |
| Tổng số quốc gia     | 3                                             | 2                                             | 2                                             | 5                                             | 11                                            | 14                                            | 22                                            | 17                                            | 16                                            | 18                                            | 25                                            | 11                                            | 16                                            | 14                                            | 16                                            | 16                                            | 13                                            | 16                                            | 16                                            | 16                                            | 16                                            | 16                                             | 16                                             | 16                                             | 16                                             | 16                                             | 16                                             | 16                                             | 16                                             |        |

### Nữ
Các con số đề cập đến vị trí cuối cùng của các đội tuyển tại các kỳ Thế vận hội tương ứng. Nước chủ nhà được in đậm.
| UEFA              |                                               |                                               |                                               |                                       |                                       |                                       |                                       |                                       |        |  |  |  |  |  |  |  |  |  |  |  |  |  |  |  |  |  |  |  |  |
| Quốc gia          | 96                                            | 00                                            | 04                                            | 08                                    | 12                                    | 16                                    | 20                                    | 24                                    | Số lần |  |  |  |  |  |  |  |  |  |  |  |  |  |  |  |  |  |  |  |  |
| Đan Mạch          | 8                                             | –                                             | –                                             | –                                     | –                                     | –                                     | –                                     | –                                     | 1      |  |  |  |  |  |  |  |  |  |  |  |  |  |  |  |  |  |  |  |  |
| Pháp              | –                                             | –                                             | –                                             | –                                     | 4                                     | 6                                     | –                                     | 6                                     | 3      |  |  |  |  |  |  |  |  |  |  |  |  |  |  |  |  |  |  |  |  |
| Đức               | 5                                             | 3                                             | 3                                             | 3                                     | –                                     | 1                                     | –                                     | 3                                     | 6      |  |  |  |  |  |  |  |  |  |  |  |  |  |  |  |  |  |  |  |  |
| Anh Quốc          | –                                             | –                                             | –                                             | –                                     | 5                                     | –                                     | 7                                     | –                                     | 2      |  |  |  |  |  |  |  |  |  |  |  |  |  |  |  |  |  |  |  |  |
| Hy Lạp            | –                                             | –                                             | 10                                            | –                                     | –                                     | –                                     | –                                     | –                                     | 1      |  |  |  |  |  |  |  |  |  |  |  |  |  |  |  |  |  |  |  |  |
| Hà Lan            | –                                             | –                                             | –                                             | –                                     | –                                     | –                                     | 5                                     | –                                     | 1      |  |  |  |  |  |  |  |  |  |  |  |  |  |  |  |  |  |  |  |  |
| Na Uy             | 3                                             | 1                                             | –                                             | 7                                     | –                                     | –                                     | –                                     | –                                     | 3      |  |  |  |  |  |  |  |  |  |  |  |  |  |  |  |  |  |  |  |  |
| Tây Ban Nha       | –                                             | –                                             | –                                             | –                                     | –                                     | –                                     | –                                     | 4                                     | 1      |  |  |  |  |  |  |  |  |  |  |  |  |  |  |  |  |  |  |  |  |
| Thụy Điển         | 6                                             | 6                                             | 4                                             | 6                                     | 7                                     | 2                                     | 2                                     | –                                     | 7      |  |  |  |  |  |  |  |  |  |  |  |  |  |  |  |  |  |  |  |  |
| CONMEBOL          |                                               |                                               |                                               |                                       |                                       |                                       |                                       |                                       |        |  |  |  |  |  |  |  |  |  |  |  |  |  |  |  |  |  |  |  |  |
| Quốc gia          | 96                                            | 00                                            | 04                                            | 08                                    | 12                                    | 16                                    | 20                                    | 24                                    | Số lần |  |  |  |  |  |  |  |  |  |  |  |  |  |  |  |  |  |  |  |  |
| Argentina         | –                                             | –                                             | –                                             | 11                                    | –                                     | –                                     | –                                     | –                                     | 1      |  |  |  |  |  |  |  |  |  |  |  |  |  |  |  |  |  |  |  |  |
| Brasil            | 4                                             | 4                                             | 2                                             | 2                                     | 6                                     | 4                                     | 6                                     | 2                                     | 8      |  |  |  |  |  |  |  |  |  |  |  |  |  |  |  |  |  |  |  |  |
| Chile             | –                                             | –                                             | –                                             | –                                     | –                                     | –                                     | 11                                    | –                                     | 1      |  |  |  |  |  |  |  |  |  |  |  |  |  |  |  |  |  |  |  |  |
| Colombia          | –                                             | –                                             | –                                             | –                                     | 11                                    | 11                                    | –                                     | 8                                     | 3      |  |  |  |  |  |  |  |  |  |  |  |  |  |  |  |  |  |  |  |  |
| CONCACAF          |                                               |                                               |                                               |                                       |                                       |                                       |                                       |                                       |        |  |  |  |  |  |  |  |  |  |  |  |  |  |  |  |  |  |  |  |  |
| Quốc gia          | 96                                            | 00                                            | 04                                            | 08                                    | 12                                    | 16                                    | 20                                    | 24                                    | Số lần |  |  |  |  |  |  |  |  |  |  |  |  |  |  |  |  |  |  |  |  |
| Canada            | –                                             | –                                             | –                                             | 8                                     | 3                                     | 3                                     | 1                                     | 7                                     | 5      |  |  |  |  |  |  |  |  |  |  |  |  |  |  |  |  |  |  |  |  |
| México            | –                                             | –                                             | 8                                             | –                                     | –                                     | –                                     | –                                     | –                                     | 1      |  |  |  |  |  |  |  |  |  |  |  |  |  |  |  |  |  |  |  |  |
| Hoa Kỳ            | 1                                             | 2                                             | 1                                             | 1                                     | 1                                     | 5                                     | 3                                     | 1                                     | 8      |  |  |  |  |  |  |  |  |  |  |  |  |  |  |  |  |  |  |  |  |
| CAF               |                                               |                                               |                                               |                                       |                                       |                                       |                                       |                                       |        |  |  |  |  |  |  |  |  |  |  |  |  |  |  |  |  |  |  |  |  |
| Quốc gia          | 96                                            | 00                                            | 04                                            | 08                                    | 12                                    | 16                                    | 20                                    | 24                                    | Số lần |  |  |  |  |  |  |  |  |  |  |  |  |  |  |  |  |  |  |  |  |
| Cameroon          | –                                             | –                                             | –                                             | –                                     | 12                                    | –                                     | –                                     | –                                     | 1      |  |  |  |  |  |  |  |  |  |  |  |  |  |  |  |  |  |  |  |  |
| Nigeria           | –                                             | 8                                             | 6                                             | 11                                    | –                                     | –                                     | –                                     | 11                                    | 4      |  |  |  |  |  |  |  |  |  |  |  |  |  |  |  |  |  |  |  |  |
| Nam Phi           | –                                             | –                                             | –                                             | –                                     | 10                                    | 10                                    | –                                     | –                                     | 2      |  |  |  |  |  |  |  |  |  |  |  |  |  |  |  |  |  |  |  |  |
| Zambia            | –                                             | –                                             | –                                             | –                                     | –                                     | –                                     | 9                                     | 12                                    | 2      |  |  |  |  |  |  |  |  |  |  |  |  |  |  |  |  |  |  |  |  |
| Zimbabwe          | –                                             | –                                             | –                                             | –                                     | –                                     | 12                                    | –                                     | –                                     | 1      |  |  |  |  |  |  |  |  |  |  |  |  |  |  |  |  |  |  |  |  |
| AFC               |                                               |                                               |                                               |                                       |                                       |                                       |                                       |                                       |        |  |  |  |  |  |  |  |  |  |  |  |  |  |  |  |  |  |  |  |  |
| Quốc gia          | 96                                            | 00                                            | 04                                            | 08                                    | 12                                    | 16                                    | 20                                    | 24                                    | Số lần |  |  |  |  |  |  |  |  |  |  |  |  |  |  |  |  |  |  |  |  |
| Úc                | Thi đấu ở châu Đại Dương (đủ điều kiện 2 lần) | Thi đấu ở châu Đại Dương (đủ điều kiện 2 lần) | Thi đấu ở châu Đại Dương (đủ điều kiện 2 lần) | –                                     | –                                     | 7                                     | 4                                     | 9                                     | 3      |  |  |  |  |  |  |  |  |  |  |  |  |  |  |  |  |  |  |  |  |
| Trung Quốc        | 2                                             | 5                                             | 9                                             | 5                                     | –                                     | 8                                     | 10                                    | –                                     | 6      |  |  |  |  |  |  |  |  |  |  |  |  |  |  |  |  |  |  |  |  |
| Nhật Bản          | 7                                             | –                                             | 7                                             | 4                                     | 2                                     | –                                     | 8                                     | 5                                     | 6      |  |  |  |  |  |  |  |  |  |  |  |  |  |  |  |  |  |  |  |  |
| CHDCND Triều Tiên | –                                             | –                                             | –                                             | 9                                     | 9                                     | –                                     | –                                     | –                                     | 2      |  |  |  |  |  |  |  |  |  |  |  |  |  |  |  |  |  |  |  |  |
| OFC               |                                               |                                               |                                               |                                       |                                       |                                       |                                       |                                       |        |  |  |  |  |  |  |  |  |  |  |  |  |  |  |  |  |  |  |  |  |
| Quốc gia          | 96                                            | 00                                            | 04                                            | 08                                    | 12                                    | 16                                    | 20                                    | 24                                    | Số lần |  |  |  |  |  |  |  |  |  |  |  |  |  |  |  |  |  |  |  |  |
| Úc                | –                                             | 7                                             | 5                                             | Thi đấu ở châu Á (đủ điều kiện 3 lần) | Thi đấu ở châu Á (đủ điều kiện 3 lần) | Thi đấu ở châu Á (đủ điều kiện 3 lần) | Thi đấu ở châu Á (đủ điều kiện 3 lần) | Thi đấu ở châu Á (đủ điều kiện 3 lần) | 2      |  |  |  |  |  |  |  |  |  |  |  |  |  |  |  |  |  |  |  |  |
| New Zealand       | –                                             | –                                             | –                                             | 10                                    | 8                                     | 9                                     | 12                                    | 10                                    | 5      |  |  |  |  |  |  |  |  |  |  |  |  |  |  |  |  |  |  |  |  |
|                   |                                               |                                               |                                               |                                       |                                       |                                       |                                       |                                       |        |  |  |  |  |  |  |  |  |  |  |  |  |  |  |  |  |  |  |  |  |
| Tổng số quốc gia  | 8                                             | 8                                             | 10                                            | 12                                    | 12                                    | 12                                    | 12                                    | 12                                    |        |  |  |  |  |  |  |  |  |  |  |  |  |  |  |  |  |  |  |  |  |

## Giải đấu nam
Giống như World Cup, các giải đấu vòng loại Thế vận hội Mùa hè được tổ chức theo từng khu vực. Một số liên đoàn châu lục tổ chức giải đấu vòng loại U-23 đặc biệt, trong khi vòng loại châu Âu chọn suất tham dự từ các vòng chung kết của Giải vô địch bóng đá U-21 châu Âu và vòng loại Nam Mỹ là Giải vô địch bóng đá trẻ Nam Mỹ dành cho đội tuyển U-20. Các đội đang tham gia vào các cuộc thi đấu vòng sơ bộ và vòng chung kết phải được sáng tác của cầu thủ U-23, với tối đa là ba cầu thủ lớn tuổi hơn U-23.
Phân bổ 16 suất cho mỗi lục địa dự Thế vận hội Mùa hè 2024 của bộ môn bóng đá nam:
- Châu Âu – 4 (bao gồm cả chủ nhà Pháp)
- Châu Phi – 3,5
- Châu Á – 3,5
- Nam Mỹ – 2
- Bắc Mỹ – 2
- Châu Đại Dương – 1

## Giải đấu nữ
Giải đấu nữ bao gồm các đội tuyển quốc gia và không giới hạn độ tuổi. Các liên đoàn khu vực tổ chức vòng loại cho từng khu vực riêng, ngoại trừ UEFA. Cho đến năm 2020, UEFA vẫn lựa chọn suất dự Thế vận hội dựa trên kết quả của kỳ World Cup năm trước đó. Kể từ năm 2024, Vòng chung kết UEFA Women's Nations League được tổ chức vào đầu năm diễn ra Thế vận hội Mùa hè sẽ đồng thời đóng vai trò là vòng loại Thế vận hội Mùa hè môn bóng đá nữ.
Phân bổ 12 suất cho mỗi lục địa dự Thế vận hội Mùa hè 2024 của bộ môn bóng đá nữ:
- Châu Âu – 3 (bao gồm cả chủ nhà Pháp)
- Châu Phi – 2
- Châu Á – 2
- Nam Mỹ – 2
- Bắc Mỹ – 2
- Châu Đại Dương – 1

## Kỷ lục
Sophus Nielsen của Đan Mạch vào năm 1908 và năm 1912 giữ kỷ lục về số bàn thắng nhiều nhất mà một cầu thủ ghi được trong một giải đấu toàn và đơn, ghi được 13 bàn. Giải bóng đá chính thức đầu tiên được tổ chức tại Luân Đôn, Anh, năm 1908.
Neymar đã đánh dấu bàn thắng nhanh nhất trong một trận bóng đá Olympic nam trong lịch sử vào lúc 14 giây trong trận bán kết với Honduras vào ngày 17 tháng 8 năm 2016.

## Kết quả nam
| Lần thứ | Năm           | Chủ nhà          | Huy chương vàng            | Huy chương vàng           | Huy chương vàng                     | Huy chương đồng             | Huy chương đồng           | Huy chương đồng             |
| Lần thứ | Năm           | Chủ nhà          | Vàng                       | Tỷ số                     | Bạc                                 | Đồng                        | Tỷ số                     | Hạng tư                     |
| ------- | ------------- | ---------------- | -------------------------- | ------------------------- | ----------------------------------- | --------------------------- | ------------------------- | --------------------------- |
|         | 1896          | Athens           | Không có giải đấu bóng đá  | Không có giải đấu bóng đá | Không có giải đấu bóng đá           | Không có giải đấu bóng đá   | Không có giải đấu bóng đá | Không có giải đấu bóng đá   |
| 1       | 1900 Chi tiết | Paris            | Anh Quốc (Upton Park F.C.) | [ 18 ]                    | Pháp (USFSA XI)                     | Đoàn thể thao kết hợp (ULB) | [ 18 ]                    | Ba đội tuyển đã tham dự     |
| 2       | 1904 Chi tiết | St. Louis        | Canada (Galt F.C.)         | [ 19 ]                    | Hoa Kỳ (Christian Brothers College) | Hoa Kỳ (St. Rose Parish)    | [ 19 ]                    | Ba đội tuyển đã tham dự     |
| 3       | 1908 Chi tiết | Luân Đôn         | Anh Quốc                   | 2–0                       | · Đan Mạch                          | · Hà Lan                    | 2–0                       | · Thụy Điển                 |
| 4       | 1912 Chi tiết | Stockholm        | Anh Quốc                   | 4–2                       | · Đan Mạch                          | · Hà Lan                    | 9–0                       | Phần Lan                    |
| 5       | 1920 Chi tiết | Antwerp          | · Bỉ                       | [ 20 ]                    | · Tây Ban Nha                       | · Hà Lan                    | [ 20 ]                    | · Ý                         |
| 6       | 1924 Chi tiết | Paris            | · Uruguay                  | 3–0                       | · Thụy Sĩ                           | · Thụy Điển                 | 1–1 h.p.                  | · Hà Lan                    |
| 6       | 1924 Chi tiết | Paris            | · Uruguay                  | 3–0                       | · Thụy Sĩ                           | Đá lại: 3–1                 |                           |                             |
| 7       | 1928 Chi tiết | Amsterdam        | · Uruguay                  | 1–1 h.p.                  | · Argentina                         | · Ý                         | 11–3                      | · Ai Cập                    |
| 7       | 1928 Chi tiết | Amsterdam        | Đá lại: 2–1                |                           |                                     | · Ý                         | 11–3                      | · Ai Cập                    |
|         | 1932          | Los Angeles      | Không có giải đấu bóng đá  | Không có giải đấu bóng đá | Không có giải đấu bóng đá           | Không có giải đấu bóng đá   | Không có giải đấu bóng đá | Không có giải đấu bóng đá   |
| 8       | 1936 Chi tiết | Berlin           | · Ý                        | 2–1 h.p.                  | · Áo                                | · Na Uy                     | 3–2                       | · Ba Lan                    |
| 9       | 1948 Chi tiết | Luân Đôn         | · Thụy Điển                | 3–1                       | · Nam Tư                            | · Đan Mạch                  | 5–3                       | Anh Quốc                    |
| 10      | 1952 Chi tiết | Helsinki         | · Hungary                  | 2–0                       | · Nam Tư                            | · Thụy Điển                 | 2–0                       | Đức                         |
| 11      | 1956 Chi tiết | Melbourne        | · Liên Xô                  | 1–0                       | · Nam Tư                            | · Bulgaria                  | 3–0                       | · Ấn Độ                     |
| 12      | 1960 Chi tiết | Roma             | · Nam Tư                   | 3–1                       | · Đan Mạch                          | · Hungary                   | 2–1                       | · Ý                         |
| 13      | 1964 Chi tiết | Tokyo            | · Hungary                  | 2–1                       | · Tiệp Khắc                         | Đức                         | 3–1                       | · Cộng hòa Ả Rập Thống nhất |
| 14      | 1968 Chi tiết | Thành phố México | · Hungary                  | 4–1                       | · Bulgaria                          | · Nhật Bản                  | 2–0                       | · México                    |
| 15      | 1972 Chi tiết | Munich           | · Ba Lan                   | 2–1                       | · Hungary                           | · Đông Đức · Liên Xô        | 2–2 h.p.                  |                             |
| 16      | 1976 Chi tiết | Montréal         | · Đông Đức                 | 3–1                       | · Ba Lan                            | · Liên Xô                   | 2–0                       | · Brasil                    |
| 17      | 1980 Chi tiết | Moskva           | · Tiệp Khắc                | 1–0                       | · Đông Đức                          | · Liên Xô                   | 2–0                       | · Nam Tư                    |
| 18      | 1984 Chi tiết | Los Angeles      | · Pháp                     | 2–0                       | · Brasil                            | · Nam Tư                    | 2–1                       | · Ý                         |
| 19      | 1988 Chi tiết | Seoul            | · Liên Xô                  | 2–1 h.p.                  | · Brasil                            | Tây Đức                     | 3–0                       | · Ý                         |
| 20      | 1992 Chi tiết | Barcelona        | · Tây Ban Nha              | 3–2                       | · Ba Lan                            | · Ghana                     | 1–0                       | · Úc                        |
| 21      | 1996 Chi tiết | Atlanta          | · Nigeria                  | 3–2                       | · Argentina                         | · Brasil                    | 5–0                       | · Bồ Đào Nha                |
| 22      | 2000 Chi tiết | Sydney           | · Cameroon                 | 2–2 asdet                 | · Tây Ban Nha                       | · Chile                     | 2–0                       | · Hoa Kỳ                    |
| 22      | 2000 Chi tiết | Sydney           | 5–3 trên loạt sút luân lưu |                           |                                     | · Chile                     | 2–0                       | · Hoa Kỳ                    |
| 23      | 2004 Chi tiết | Athens           | · Argentina                | 1–0                       | · Paraguay                          | · Ý                         | 1–0                       | · Iraq                      |
| 24      | 2008 Chi tiết | Bắc Kinh         | · Argentina                | 1–0                       | · Nigeria                           | · Brasil                    | 3–0                       | · Bỉ                        |
| 25      | 2012 Chi tiết | Luân Đôn         | · México                   | 2−1                       | · Brasil                            | · Hàn Quốc                  | 2−0                       | · Nhật Bản                  |
| 26      | 2016 Chi tiết | Rio de Janeiro   | · Brasil                   | 1–1 h.p.                  | · Đức                               | · Nigeria                   | 3−2                       | · Honduras                  |
| 26      | 2016 Chi tiết | Rio de Janeiro   | 5–4 trên loạt sút luân lưu |                           |                                     | · Nigeria                   | 3−2                       | · Honduras                  |
| 27      | 2020 Chi tiết | Tokyo            | · Brasil                   | 2−1 h.p.                  | · Tây Ban Nha                       | · México                    | 3−1                       | · Nhật Bản                  |
| 28      | 2024 Chi tiết | Paris            | · Tây Ban Nha              | 5−3 h.p.                  | · Pháp                              | · Maroc                     | 6−0                       | · Ai Cập                    |
| 29      | 2028 Chi tiết | Los Angeles      |                            |                           |                                     |                             |                           |                             |
| 30      | 2032 Chi tiết | Brisbane         |                            |                           |                                     |                             |                           |                             |

Ghi chú
1. ↑  Được đại diện bởi đội Đại học Bruxelles của Bỉ, trong đó có một cầu thủ người Anh và một cầu thủ người Hà Lan.

* Giải đấu U-23 kể từ năm 1992.
- h.p. – sau hiệp phụ
- asdet – sau bàn thắng vàng trong hiệp phụ

### Thành tích theo quốc gia dành cho nam
Dưới đây là 42 quốc gia đã ít nhất lọt vào bán kết tại vòng chung kết Thế vận hội Mùa hè.
| Đội tuyển                    | Huy chương Vàng      | Huy chương Bạc       | Huy chương Đồng      | Hạng tư                    | Tổng số huy chương |
| ---------------------------- | -------------------- | -------------------- | -------------------- | -------------------------- | ------------------ |
| Hungary                      | 3 (1952, 1964, 1968) | 1 (1972)             | 1 (1960)             |                            | 5                  |
| Anh Quốc                     | 3 (1900, 1908, 1912) |                      |                      | 1 (1948)                   | 3                  |
| Brasil                       | 2 (2016, 2020)       | 3 (1984, 1988, 2012) | 2 (1996, 2008)       | 1 (1976)                   | 7                  |
| Tây Ban Nha                  | 2 (1992, 2024)       | 3 (1920, 2000, 2020) |                      |                            | 5                  |
| Argentina                    | 2 (2004, 2008)       | 2 (1928, 1996)       |                      |                            | 4                  |
| Liên Xô                      | 2 (1956, 1988)       |                      | 3 (1972, 1976, 1980) |                            | 5                  |
| Uruguay                      | 2 (1924, 1928)       |                      |                      |                            | 2                  |
| Nam Tư                       | 1 (1960)             | 3 (1948, 1952, 1956) | 1 (1984)             | 1 (1980)                   | 5                  |
| Ba Lan                       | 1 (1972)             | 2 (1976, 1992)       |                      | 1 (1936)                   | 3                  |
| Pháp                         | 1 (1984)             | 2 (1900, 2024)       |                      |                            | 3                  |
| Đông Đức                     | 1 (1976)             | 1 (1980)             | 1 (1972)             |                            | 3                  |
| Nigeria                      | 1 (1996)             | 1 (2008)             | 1 (2016)             |                            | 3                  |
| Tiệp Khắc                    | 1 (1980)             | 1 (1964)             |                      |                            | 2                  |
| Ý                            | 1 (1936)             |                      | 2 (1928, 2004)       | 4 (1920, 1960, 1984, 1988) | 3                  |
| Thụy Điển                    | 1 (1948)             |                      | 2 (1924, 1952)       | 1 (1908)                   | 3                  |
| Bỉ                           | 1 (1920)             |                      | 1 (1900)             | 1 (2008)                   | 2                  |
| México                       | 1 (2012)             |                      | 1 (2020)             | 1 (1968)                   | 2                  |
| Canada                       | 1 (1904)             |                      |                      |                            | 1                  |
| Cameroon                     | 1 (2000)             |                      |                      |                            | 1                  |
| Đan Mạch                     |                      | 3 (1908, 1912, 1960) | 1 (1948)             |                            | 4                  |
| Hoa Kỳ                       |                      | 1 (1904)             | 1 (1904)             | 1 (2000)                   | 2                  |
| Bulgaria                     |                      | 1 (1968)             | 1 (1956)             |                            | 2                  |
| Đức                          |                      | 1 (2016)             |                      | 1 (1952)                   | 1                  |
| Thụy Sĩ                      |                      | 1 (1924)             |                      |                            | 1                  |
| Áo                           |                      | 1 (1936)             |                      |                            | 1                  |
| Paraguay                     |                      | 1 (2004)             |                      |                            | 1                  |
| Hà Lan                       |                      |                      | 3 (1908, 1912, 1920) | 1 (1924)                   | 3                  |
| Nhật Bản                     |                      |                      | 1 (1968)             | 1 (2012, 2020)             | 1                  |
| Na Uy                        |                      |                      | 1 (1936)             |                            | 1                  |
| Đoàn thể thao Đức thống nhất |                      |                      | 1 (1964)             |                            | 1                  |
| Tây Đức                      |                      |                      | 1 (1988)             |                            | 1                  |
| Ghana                        |                      |                      | 1 (1992)             |                            | 1                  |
| Chile                        |                      |                      | 1 (2000)             |                            | 1                  |
| Hàn Quốc                     |                      |                      | 1 (2012)             |                            | 1                  |
| Maroc                        |                      |                      | 1 (2024)             |                            | 1                  |
| Ai Cập                       |                      |                      |                      | 3 (1928, 1964, 2024)       | 0                  |
| Phần Lan                     |                      |                      |                      | 1 (1912)                   | 0                  |
| Ấn Độ                        |                      |                      |                      | 1 (1956)                   | 0                  |
| Úc                           |                      |                      |                      | 1 (1992)                   | 0                  |
| Bồ Đào Nha                   |                      |                      |                      | 1 (1996)                   | 0                  |
| Iraq                         |                      |                      |                      | 1 (2004)                   | 0                  |
| Honduras                     |                      |                      |                      | 1 (2016)                   | 0                  |

### Cầu thủ nam ghi bàn hàng đầu theo giải đấu
| Năm  | Cầu thủ                                           | Bàn thắng |
| ---- | ------------------------------------------------- | --------- |
| 1900 | Gaston Peltier John Nicholas                      | 2         |
| 1904 | Alexander Hall Tom Taylor                         | 3         |
| 1908 | Sophus Nielsen                                    | 11        |
| 1912 | Gottfried Fuchs                                   | 10        |
| 1920 | Herbert Karlsson                                  | 7         |
| 1924 | Pedro Petrone                                     | 8         |
| 1928 | Domingo Tarasconi                                 | 9         |
| 1936 | Annibale Frossi                                   | 7         |
| 1948 | John Hansen Gunnar Nordahl                        | 7         |
| 1952 | Rajko Mitić Branko Zebec                          | 7         |
| 1956 | Neville D'Souza Todor Veselinović Dimitar Milanov | 4         |
| 1960 | Harald Nielsen                                    | 8         |
| 1964 | Ferenc Bene                                       | 12        |
| 1968 | Kamamoto Kunishige                                | 7         |
| 1972 | Kazimierz Deyna                                   | 9         |
| 1976 | Andrzej Szarmach                                  | 6         |
| 1980 | Sergey Andreyev                                   | 5         |
| 1984 | Borislav Cvetković Stjepan Deverić Daniel Xuereb  | 5         |
| 1988 | Romario                                           | 7         |
| 1992 | Andrzej Juskowiak                                 | 7         |
| 1996 | Bebeto Hernán Crespo                              | 6         |
| 2000 | Iván Zamorano                                     | 6         |
| 2004 | Carlos Tevez                                      | 8         |
| 2008 | Giuseppe Rossi                                    | 4         |
| 2012 | Leandro Damião                                    | 6         |
| 2016 | Serge Gnabry Nils Petersen                        | 6         |
| 2020 | Richarlison                                       | 5         |
| 2024 | Soufiane Rahimi                                   | 8         |

### Cầu thủ nam ghi bàn hàng đầu mọi thời đại
Cầu thủ nam ghi bàn hàng đầu mọi thời đại có ít nhất 8 bàn thắng (kể từ năm 1908)
13 bàn
- Sophus Nielsen (Đan Mạch)
- Antal Dunai (Hungary)

12 bàn
- Ferenc Bene (Hungary)

11 bàn
- Domingo Tarasconi (Argentina)
- Pedro Petrone (Uruguay)

10 bàn
- Gottfried Fuchs (Đức)
- Kazimierz Deyna (Ba Lan)

9 bàn
- Harold Walden (Anh Quốc)
- Vilhelm Wolfhagen (Đan Mạch)

8 bàn
- Carlos Tevez (Argentina)
- Bebeto (Brasil)
- Harald Nielsen (Đan Mạch)
- Ibrahim Reyadh (Ai Cập)
- Soufiane Rahimi (Maroc)
- Jan Vos (Hà Lan)
- Hector Scarone (Uruguay)

### Bảng huy chương nam
※ Các quốc gia được xếp hạng theo tổng số huy chương giành được bao gồm năm 1900 và năm 1904.

※ Huy chương đồng được chia sẻ tại giải đấu năm 1972
| Hạng                | Đoàn                         | Vàng | Bạc | Đồng | Tổng số |
| ------------------- | ---------------------------- | ---- | --- | ---- | ------- |
| 1                   | Hungary                      | 3    | 1   | 1    | 5       |
| 2                   | Anh Quốc                     | 3    | 0   | 0    | 3       |
| 3                   | Brasil                       | 2    | 3   | 2    | 7       |
| 4                   | Tây Ban Nha                  | 2    | 3   | 0    | 5       |
| 5                   | Argentina                    | 2    | 2   | 0    | 4       |
| 6                   | Liên Xô                      | 2    | 0   | 3    | 5       |
| 7                   | Uruguay                      | 2    | 0   | 0    | 2       |
| 8                   | Nam Tư                       | 1    | 3   | 1    | 5       |
| 9                   | Pháp                         | 1    | 2   | 0    | 3       |
| 9                   | Ba Lan                       | 1    | 2   | 0    | 3       |
| 11                  | Nigeria                      | 1    | 1   | 1    | 3       |
| 11                  | Đông Đức                     | 1    | 1   | 1    | 3       |
| 13                  | Tiệp Khắc                    | 1    | 1   | 0    | 2       |
| 14                  | Thụy Điển                    | 1    | 0   | 2    | 3       |
| 14                  | Ý                            | 1    | 0   | 2    | 3       |
| 16                  | Bỉ                           | 1    | 0   | 1    | 2       |
| 16                  | México                       | 1    | 0   | 1    | 2       |
| 18                  | Canada                       | 1    | 0   | 0    | 1       |
| 18                  | Cameroon                     | 1    | 0   | 0    | 1       |
| 20                  | Đan Mạch                     | 0    | 3   | 1    | 4       |
| 21                  | Bulgaria                     | 0    | 1   | 1    | 2       |
| 21                  | Hoa Kỳ                       | 0    | 1   | 1    | 2       |
| 23                  | Đức                          | 0    | 1   | 0    | 1       |
| 23                  | Thụy Sĩ                      | 0    | 1   | 0    | 1       |
| 23                  | Áo                           | 0    | 1   | 0    | 1       |
| 23                  | Paraguay                     | 0    | 1   | 0    | 1       |
| 27                  | Hà Lan                       | 0    | 0   | 3    | 3       |
| 28                  | Hàn Quốc                     | 0    | 0   | 1    | 1       |
| 28                  | Tây Đức                      | 0    | 0   | 1    | 1       |
| 28                  | Chile                        | 0    | 0   | 1    | 1       |
| 28                  | Nhật Bản                     | 0    | 0   | 1    | 1       |
| 28                  | Maroc                        | 0    | 0   | 1    | 1       |
| 28                  | Đoàn thể thao Đức thống nhất | 0    | 0   | 1    | 1       |
| 28                  | Ghana                        | 0    | 0   | 1    | 1       |
| 28                  | Na Uy                        | 0    | 0   | 1    | 1       |
| Tổng số (35 đơn vị) | Tổng số (35 đơn vị)          | 28   | 28  | 29   | 85      |

## Kết quả nữ
| Lần thứ | Năm           | Chủ nhà        | Huy chương vàng            | Huy chương vàng | Huy chương vàng | Huy chương đồng | Huy chương đồng | Huy chương đồng |
| Lần thứ | Năm           | Chủ nhà        | Vàng                       | Tỷ số           | Bạc             | Đồng            | Tỷ số           | Hạng tư         |
| ------- | ------------- | -------------- | -------------------------- | --------------- | --------------- | --------------- | --------------- | --------------- |
| 1       | 1996 Chi tiết | Atlanta        | · Hoa Kỳ                   | 2–1             | · Trung Quốc    | · Na Uy         | 2–0             | · Brasil        |
| 2       | 2000 Chi tiết | Sydney         | · Na Uy                    | 3–2 asdet       | · Hoa Kỳ        | · Đức           | 2–0             | · Brasil        |
| 3       | 2004 Chi tiết | Athens         | · Hoa Kỳ                   | 2–1 h.p.        | · Brasil        | · Đức           | 1–0             | · Thụy Điển     |
| 4       | 2008 Chi tiết | Bắc Kinh       | · Hoa Kỳ                   | 1–0 h.p.        | · Brasil        | · Đức           | 2–0             | · Nhật Bản      |
| 5       | 2012 Chi tiết | Luân Đôn       | · Hoa Kỳ                   | 2–1             | · Nhật Bản      | · Canada        | 1–0             | · Pháp          |
| 6       | 2016 Chi tiết | Rio de Janeiro | · Đức                      | 2–1             | · Thụy Điển     | · Canada        | 2–1             | · Brasil        |
| 7       | 2020 Chi tiết | Tokyo          | · Canada                   | 1–1 (s.h.p.)    | · Thụy Điển     | · Hoa Kỳ        | 4–3             | · Úc            |
| 7       | 2020 Chi tiết | Tokyo          | 3–2 trên loạt sút luân lưu |                 |                 | · Hoa Kỳ        | 4–3             | · Úc            |
| 8       | 2024 Chi tiết | Paris          | · Hoa Kỳ                   | 1–0             | · Brasil        | · Đức           | 1–0             | · Tây Ban Nha   |
| 9       | 2028 Chi tiết | Los Angeles    |                            |                 |                 |                 |                 |                 |
| 10      | 2032 Chi tiết | Brisbane       |                            |                 |                 |                 |                 |                 |

- h.p. – sau hiệp phụ
- asdet – sau bàn thắng vàng trong hiệp phụ

### Thành tích theo quốc gia dành cho nữ
Dưới đây là 11 quốc gia đã ít nhất lọt vào bán kết tại vòng chung kết Thế vận hội Mùa hè.
| Đội tuyển   | Huy chương Vàng                  | Huy chương Bạc       | Huy chương Đồng            | Hạng tư              | Tổng số huy chương |
| ----------- | -------------------------------- | -------------------- | -------------------------- | -------------------- | ------------------ |
| Hoa Kỳ      | 5 (1996, 2004, 2008, 2012, 2024) | 1 (2000)             | 1 (2020)                   |                      | 7                  |
| Đức         | 1 (2016)                         |                      | 4 (2000, 2004, 2008, 2024) |                      | 5                  |
| Canada      | 1 (2020)                         |                      | 2 (2012, 2016)             |                      | 3                  |
| Na Uy       | 1 (2000)                         |                      | 1 (1996)                   |                      | 2                  |
| Brasil      |                                  | 3 (2004, 2008, 2024) |                            | 3 (1996, 2000, 2016) | 3                  |
| Thụy Điển   |                                  | 2 (2016, 2020)       |                            | 1 (2004)             | 2                  |
| Nhật Bản    |                                  | 1 (2012)             |                            | 1 (2008)             | 1                  |
| Trung Quốc  |                                  | 1 (1996)             |                            |                      | 1                  |
| Pháp        |                                  |                      |                            | 1 (2012)             | 0                  |
| Úc          |                                  |                      |                            | 1 (2020)             | 0                  |
| Tây Ban Nha |                                  |                      |                            | 1 (2024)             | 0                  |

### Cầu thủ nữ ghi bàn hàng đầu theo giải đấu
| Năm  | Cầu thủ                                    | Bàn thắng |
| ---- | ------------------------------------------ | --------- |
| 1996 | Ann Kristin Aarønes Linda Medalen Pretinha | 4         |
| 2000 | Tôn Văn                                    | 4         |
| 2004 | Cristiane Birgit Prinz                     | 5         |
| 2008 | Cristiane                                  | 5         |
| 2012 | Christine Sinclair                         | 6         |
| 2016 | Melanie Behringer                          | 5         |
| 2020 | Vivianne Miedema                           | 10        |
| 2024 | Marie-Antoinette Katoto                    | 5         |

### Cầu thủ nữ ghi bàn hàng đầu mọi thời đại
Cầu thủ nữ ghi bàn hàng đầu mọi thời đại có ít nhất 5 bàn thắng (kể từ năm 1996)
14 bàn
- Cristiane (Brasil)

13 bàn
- Marta (Brasil)

12 bàn
- Christine Sinclair (Canada)

10 bàn
- Birgit Prinz (Đức)
- Vivianne Miedema (Hà Lan)
- Carli Lloyd (Hoa Kỳ)

9 bàn
- Abby Wambach (Hoa Kỳ)

8 bàn
- Pretinha (Brasil)

7 bàn
- Sam Kerr (Úc)
- Melissa Tancredi (Canada)
- Stina Blackstenius (Thụy Điển)

6 bàn
- Ellen White (Vương quốc Anh)
- Lotta Schelin (Thụy Điển)
- Alex Morgan (Hoa Kỳ)
- Barbra Banda (Zambia)

5 bàn
- Mia Hamm (Hoa Kỳ)
- Tôn Văn (Trung Quốc)
- Tiffeny Milbrett (Hoa Kỳ)
- Megan Rapinoe (Hoa Kỳ)
- Melanie Behringer (Đức)
- Marie-Antoinette Katoto (Pháp)

### Bảng huy chương nữ
| Hạng               | Đoàn               | Vàng | Bạc | Đồng | Tổng số |
| ------------------ | ------------------ | ---- | --- | ---- | ------- |
| 1                  | Hoa Kỳ             | 5    | 1   | 1    | 7       |
| 2                  | Đức                | 1    | 0   | 4    | 5       |
| 3                  | Canada             | 1    | 0   | 2    | 3       |
| 4                  | Na Uy              | 1    | 0   | 1    | 2       |
| 5                  | Brasil             | 0    | 3   | 0    | 3       |
| 6                  | Thụy Điển          | 0    | 2   | 0    | 2       |
| 7                  | Nhật Bản           | 0    | 1   | 0    | 1       |
| 7                  | Trung Quốc         | 0    | 1   | 0    | 1       |
| Tổng số (8 đơn vị) | Tổng số (8 đơn vị) | 8    | 8   | 8    | 24      |

## Bảng huy chương tổng thể
※ Các quốc gia được xếp hạng theo tổng số huy chương giành được (nam và nữ) bao gồm năm 1900 và năm 1904.

※ Huy chương đồng được chia sẻ tại giải đấu năm 1972
| Hạng                | Đoàn                         | Vàng | Bạc | Đồng | Tổng số |
| ------------------- | ---------------------------- | ---- | --- | ---- | ------- |
| 1                   | Hoa Kỳ                       | 5    | 2   | 2    | 9       |
| 2                   | Hungary                      | 3    | 1   | 1    | 5       |
| 3                   | Anh Quốc                     | 3    | 0   | 0    | 3       |
| 4                   | Brasil                       | 2    | 6   | 2    | 10      |
| 5                   | Tây Ban Nha                  | 2    | 3   | 0    | 5       |
| 6                   | Argentina                    | 2    | 2   | 0    | 4       |
| 7                   | Liên Xô                      | 2    | 0   | 3    | 5       |
| 8                   | Canada                       | 2    | 0   | 2    | 4       |
| 9                   | Uruguay                      | 2    | 0   | 0    | 2       |
| 10                  | Nam Tư                       | 1    | 3   | 1    | 5       |
| 11                  | Thụy Điển                    | 1    | 2   | 2    | 5       |
| 12                  | Pháp                         | 1    | 2   | 0    | 3       |
| 12                  | Ba Lan                       | 1    | 2   | 0    | 3       |
| 14                  | Đức                          | 1    | 1   | 4    | 6       |
| 15                  | Đông Đức                     | 1    | 1   | 1    | 3       |
| 15                  | Nigeria                      | 1    | 1   | 1    | 3       |
| 17                  | Tiệp Khắc                    | 1    | 1   | 0    | 2       |
| 18                  | Ý                            | 1    | 0   | 2    | 3       |
| 18                  | Na Uy                        | 1    | 0   | 2    | 3       |
| 20                  | México                       | 1    | 0   | 1    | 2       |
| 21                  | Cameroon                     | 1    | 0   | 0    | 1       |
| 21                  | Bỉ                           | 1    | 0   | 0    | 1       |
| 23                  | Đan Mạch                     | 0    | 3   | 1    | 4       |
| 24                  | Nhật Bản                     | 0    | 1   | 1    | 2       |
| 24                  | Bulgaria                     | 0    | 1   | 1    | 2       |
| 26                  | Áo                           | 0    | 1   | 0    | 1       |
| 26                  | Paraguay                     | 0    | 1   | 0    | 1       |
| 26                  | Thụy Sĩ                      | 0    | 1   | 0    | 1       |
| 26                  | Trung Quốc                   | 0    | 1   | 0    | 1       |
| 30                  | Hà Lan                       | 0    | 0   | 3    | 3       |
| 31                  | Đoàn thể thao Đức thống nhất | 0    | 0   | 1    | 1       |
| 31                  | Maroc                        | 0    | 0   | 1    | 1       |
| 31                  | Đoàn thể thao kết hợp        | 0    | 0   | 1    | 1       |
| 31                  | Ghana                        | 0    | 0   | 1    | 1       |
| 31                  | Hàn Quốc                     | 0    | 0   | 1    | 1       |
| 31                  | Chile                        | 0    | 0   | 1    | 1       |
| 31                  | Tây Đức                      | 0    | 0   | 1    | 1       |
| Tổng số (37 đơn vị) | Tổng số (37 đơn vị)          | 36   | 36  | 37   | 109     |